# Liste der Biografien/Schaf
Liste der Biografien |
Portal Biografien |
Personensuche
# |
A |
B |
C |
D |
E |
F |
G |
H |
I |
J |
K |
L |
M |
N |
O |
P |
Q |
R |
S |
T |
U |
V |
W |
X |
Y |
Z |
?
 
Sa |
Sb |
Sc |
Sd |
Se |
Sf |
Sg |
Sh |
Si |
Sj |
Sk |
Sl |
Sm |
Sn |
So |
Sp |
Sq |
Sr |
Ss |
St |
Su |
Sv |
Sw |
Sy |
Sz
 
Sca–Sce |
Sch |
Sci–Scz
 
Scha |
Schc |
Schd |
Sche |
Schg |
Schi |
Schj |
Schk |
Schl |
Schm |
Schn |
Scho |
Schp |
Schr |
Schs |
Scht |
Schu |
Schv |
Schw |
Schy
 
Schaa |
Schab |
Schac |
Schad |
Schae |
Schaf |
Schag |
Schah |
Schai |
Schaj |
Schak |
Schal |
Scham |
Schan |
Schap |
Schaq |
Schar |
Schas |
Schat |
Schau |
Schav |
Schaw |
Schax |
Schay |
Schaz
Die Liste der Biografien führt alle Personen auf, die in der deutschsprachigen Wikipedia einen Artikel haben. Dieses ist eine Teilliste mit 782 Einträgen von Personen, deren Namen mit den Buchstaben „Schaf“ beginnt.

## Schaf
- Schaf, Alex (* 1987), ukrainisch-deutscher Leichtathlet
- Schäf, Guido Hermann (1840–1911), sächsischer Orgelbauer

### Schafa
- Schafar, Witalij (* 1982), ukrainischer Marathonläufer
- Schafarenko, Oleh (* 1981), ukrainischer Eishockeyspieler
- Schafarewitsch, Igor Rostislawowitsch (1923–2017), sowjetischer und russischer Mathematiker
- Schafarow, Galib (* 1978), kasachischer Boxer
- Schafarzik, Franz (1854–1927), österreichisch-ungarischer Geologe

### Schafb
- Schafberg, Christian Friedrich, deutscher Orgelbauer

### Schafe

#### Schafel
- Schafelner, Gotthard (* 1938), österreichischer Ordensgeistlicher, Abt von Lambach

#### Schafer

##### Schafer H
- Schäfer Heinrich (* 1966), deutscher Landwirt und SchlagersängerSchäfer Heinrich (* 1966)

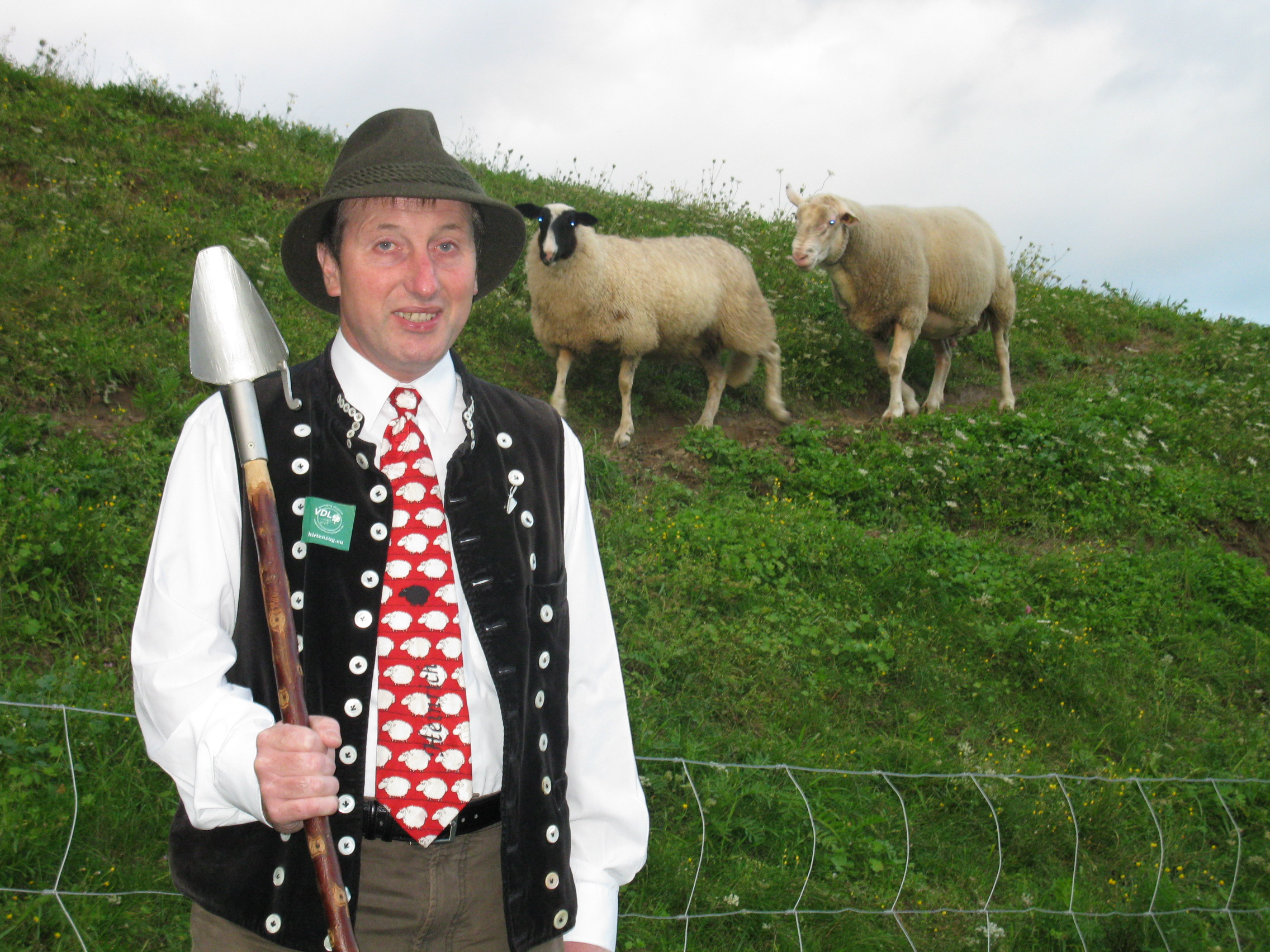
Schäfer Heinrich (* 1966)

##### Schafer, A – Schafer, Y

###### Schafer, A
- Schäfer, Adam, deutscher Fußballspieler
- Schäfer, Adam (1877–1941), deutscher Geistlicher
- Schäfer, Adolf (1937–2009), bayerischer Kommunalpolitiker (SPD)
- Schäfer, Adolph (1807–1857), deutscher Jurist und Fotograf (Daguerreotypist)
- Schäfer, Albert (1881–1971), deutscher Unternehmer, MdHB
- Schäfer, Albrecht (* 1967), deutscher Bildhauer und Installationskünstler
- Schäfer, Alexander (* 1981), deutscher Schauspieler
- Schäfer, Alexander G. (* 1965), deutscher Schauspieler, Regisseur und Drehbuchautor
- Schäfer, Alfred (* 1951), deutscher Pädagoge und Hochschullehrer
- Schäfer, Alfred (* 1963), deutscher klassischer Archäologe
- Schafer, Alice T. (1915–2009), US-amerikanische Mathematikerin und Hochschullehrerin
- Schäfer, Aloys (1853–1914), Administrator der katholischen Jurisdiktionsbezirke in Sachsen, Titularbischof, Apostolischer Vikar
- Schäfer, András (* 1999), ungarischer Fußballspieler
- Schäfer, André (* 1966), deutscher Dokumentarfilmer, Drehbuchautor und Filmproduzent
- Schäfer, André (* 1990), deutscher E-Sportler
- Schäfer, Andreas (* 1957), deutscher Regisseur und Autor
- Schäfer, Andreas (* 1959), deutscher Filmmusikkomponist
- Schäfer, Andreas (* 1969), deutscher Journalist und Schriftsteller
- Schäfer, Andreas (* 1983), deutscher FußballspielerAndreas Schäfer (* 1983)

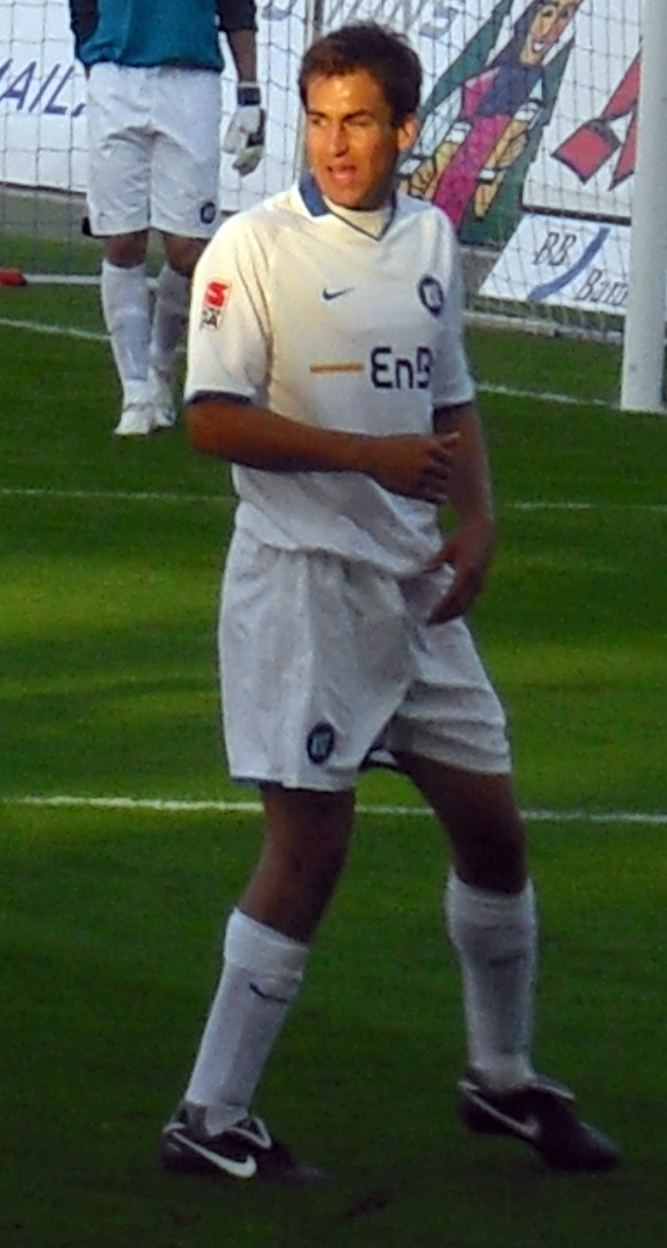
Andreas Schäfer (* 1983)

- Schäfer, Andreas, deutscher Prähistorischer Archäologe
- Schäfer, Anita (* 1951), deutsche Politikerin (CDU), MdB
- Schäfer, Anke (1938–2013), deutsche Verlegerin, Buchhändlerin, Herausgeberin und feministisch-lesbische Aktivistin
- Schäfer, Anke (* 1962), deutsche Video- und Performancekünstlerin und Filmemacherin
- Schäfer, Anna (* 1973), deutsche Schauspielerin und Sängerin
- Schäfer, Anne (* 1979), deutsche SchauspielerinAnne Schäfer (* 1979)

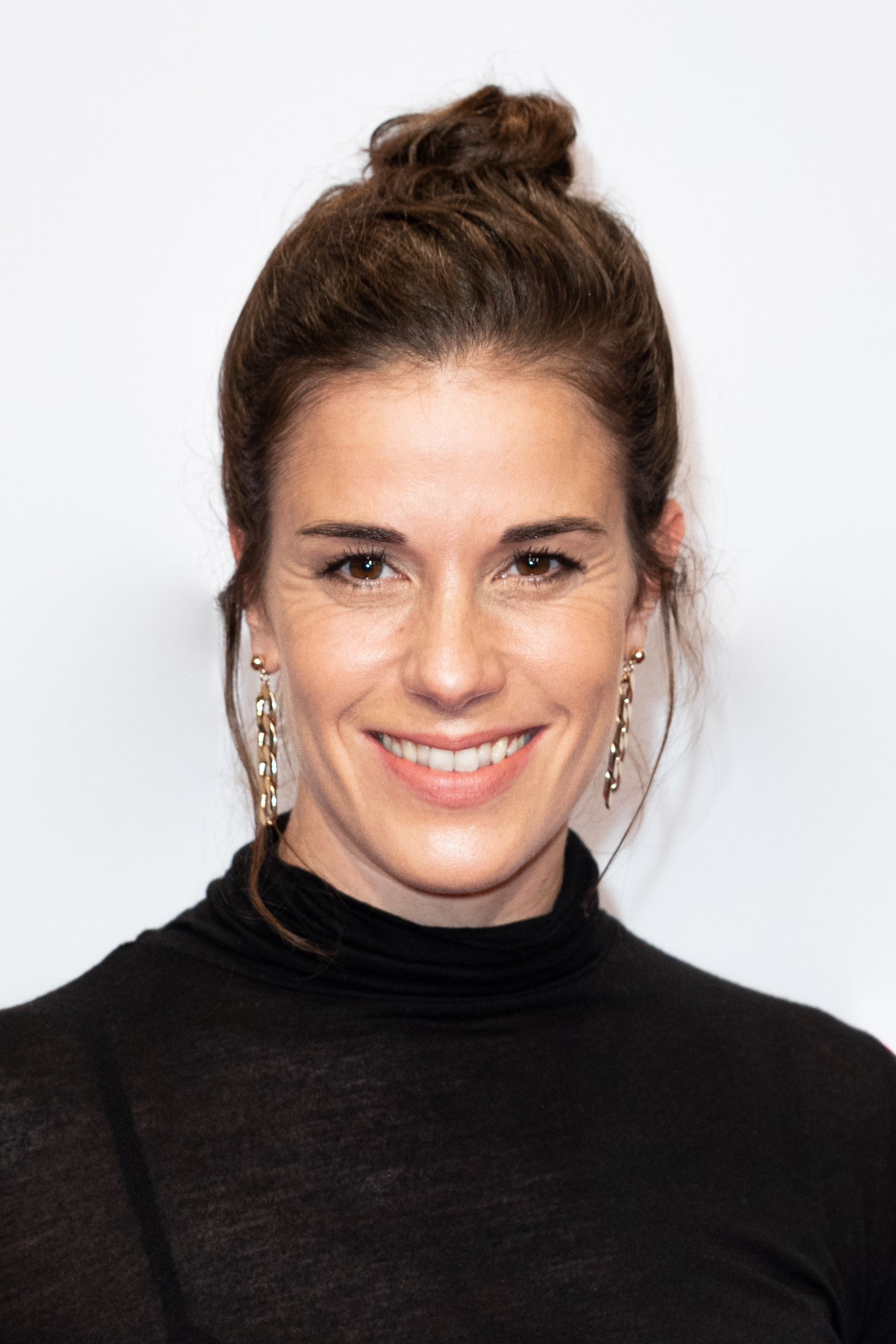
Anne Schäfer (* 1979)

- Schäfer, Anne (* 1987), deutsche Tennisspielerin
- Schäfer, Annemarie (* 1919), deutsche Schauspielerin
- Schäfer, Anny (1859–1952), deutsche Schriftstellerin
- Schäfer, Ansgar (* 1967), deutscher Schauspieler
- Schäfer, Anton (1854–1911), US-amerikanischer Turner
- Schäfer, Anton (1868–1945), österreichischer und tschechischer Politiker, Abgeordneter zum Nationalrat
- Schäfer, Anton (* 1965), österreichischer Rechtsanwalt, Gerichtssachverständiger, Sachbuchautor, Zeitungsherausgeber, Redakteur
- Schäfer, Armin, deutscher Germanist und Literaturwissenschaftler
- Schäfer, Armin (* 1938), deutscher Fußballspieler
- Schäfer, Armin (* 1975), deutscher Politikwissenschaftler
- Schäfer, Arno (* 1954), deutscher Fußballspieler
- Schäfer, August (1888–1984), deutscher Reichsgerichtsrat
- Schäfer, August (1890–1977), deutscher Politiker (SPD), MdL
- Schäfer, Axel (* 1952), deutscher Politiker (SPD), MdB
- Schafer, Ayla (* 1987), Singer-Songwriterin

###### Schafer, B
- Schäfer, Barbara, deutsche Hörspielregisseurin
- Schäfer, Barbara (1934–2024), deutsche Pädagogin und Politikerin (CDU), MdL
- Schäfer, Bärbel (* 1958), deutsche Juristin, Regierungspräsidentin des Regierungsbezirks Freiburg
- Schäfer, Bärbel (* 1963), deutsche Fernsehmoderatorin und -produzentinBärbel Schäfer (* 1963)

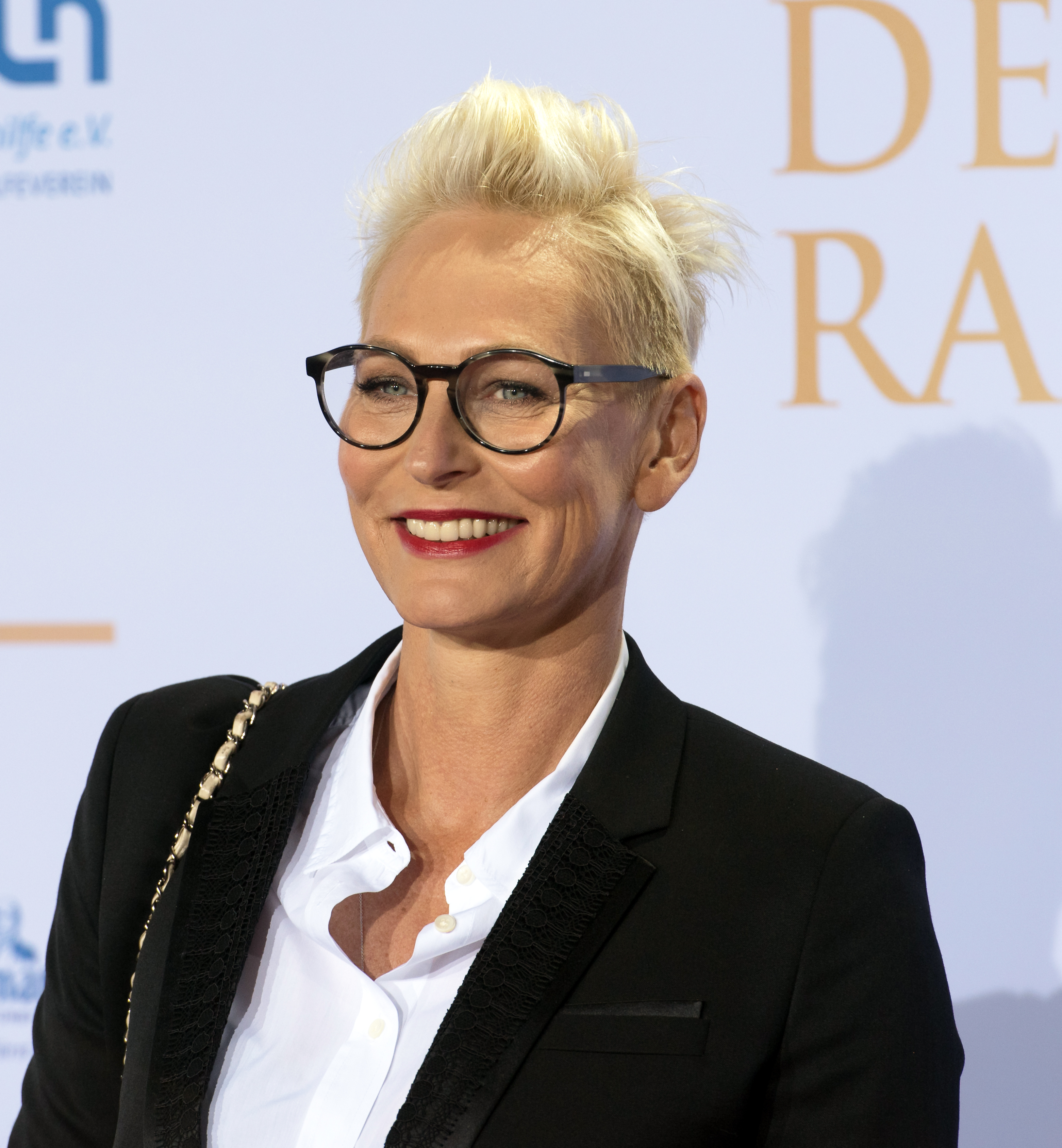
Bärbel Schäfer (* 1963)

- Schäfer, Benny (* 1980), deutscher Jazzmusiker (Kontrabass)
- Schäfer, Bernd (1927–1983), deutscher Schauspieler
- Schäfer, Bernd (1937–2010), deutscher Rechtsanwalt und Sportfunktionär
- Schäfer, Bernd (* 1966), deutscher Politiker (SPD), Bürgermeister von Bergkamen
- Schafer, Bernhard (* 1959), Schweizer Politiker (CSP)
- Schäfer, Berta (1890–1945), deutsche Widerstandskämpferin in der NS-Zeit
- Schäfer, Berta (1902–1977), deutsche Politikerin (KPD)
- Schäfer, Bertram (* 1946), deutscher Autorennfahrer
- Schäfer, Birgit (* 1971), deutsche Fußballspielerin
- Schäfer, Bodo (* 1960), deutscher Autor, Redner und UnternehmerBodo Schäfer (* 1960)

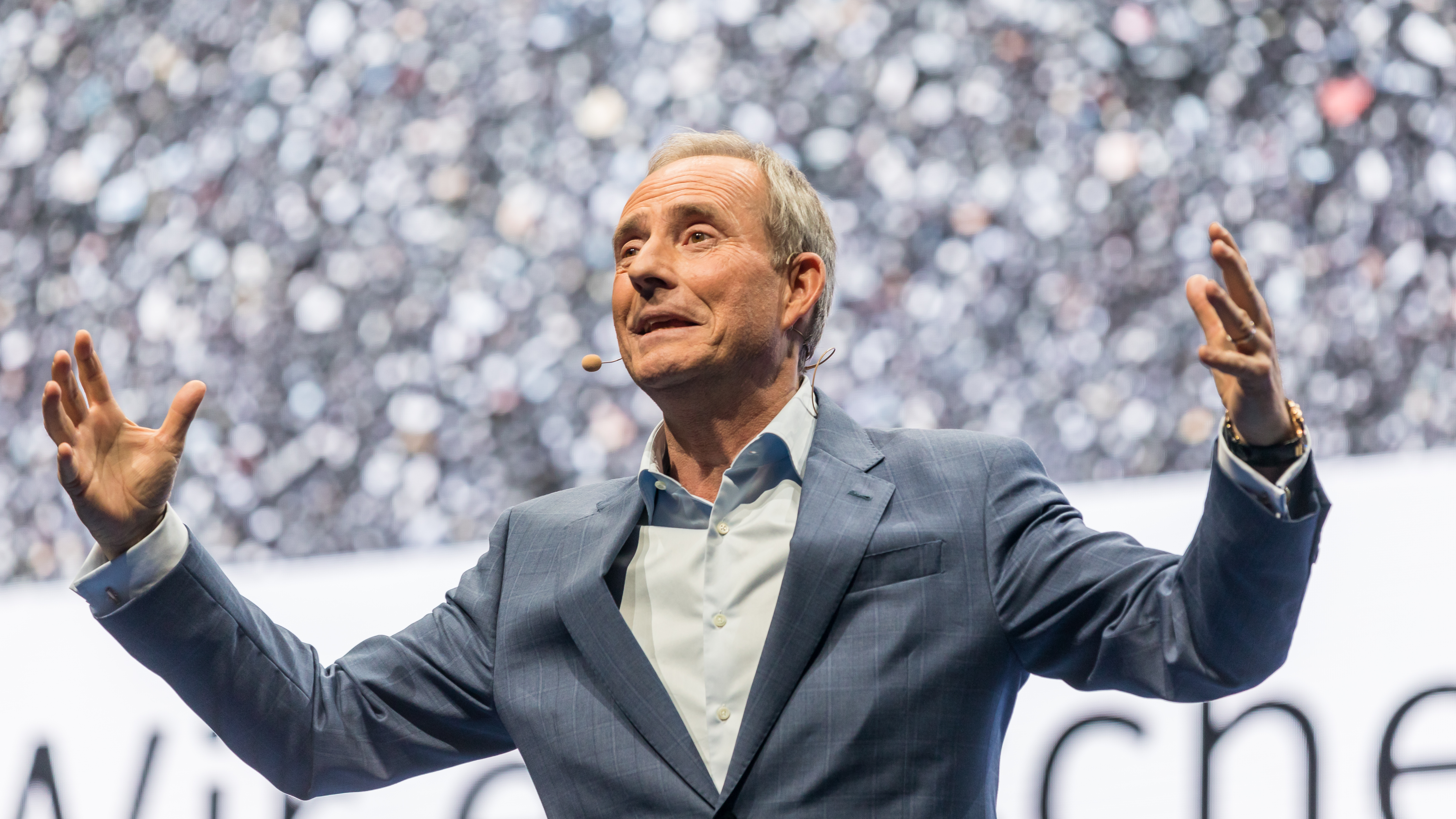
Bodo Schäfer (* 1960)

- Schäfer, Bruno (1883–1957), deutscher Bildhauer, Designer und Hochschullehrer

###### Schafer, C
- Schäfer, Carl (1844–1908), deutscher Architekt und Hochschullehrer
- Schäfer, Carlo (1964–2015), deutscher Autor von Kriminalromanen
- Schäfer, Carmen (* 1971), deutsche Fußballspielerin
- Schäfer, Carmen (* 1981), Schweizer Curlerin
- Schäfer, Carolin (* 1991), deutsche Mehrkämpferin
- Schäfer, Carsten (* 1964), deutscher Rechtswissenschaftler und Professor an der Universität Mannheim
- Schäfer, Christa D. (* 1962), deutsche Dozentin, Mediatorin und Autorin
- Schäfer, Christian, deutscher Segler
- Schäfer, Christian (1805–1841), deutscher Landwirt, Schuhmachermeister, Schneidermeister, Bürgermeister und Politiker
- Schäfer, Christian (* 1963), deutscher Politiker (LKR, AfD)
- Schäfer, Christian (* 1967), deutscher Philosoph
- Schäfer, Christian (* 1975), deutscher Regisseur und Theaterleiter
- Schäfer, Christian (* 1988), deutscher Handballspieler
- Schäfer, Christian (* 1990), deutscher Regisseur und Filmproduzent
- Schäfer, Christian Martin (* 1980), Schweizer Schauspieler
- Schäfer, Christina (* 1982), deutsche Bogenschützin
- Schäfer, Christine (* 1965), deutsche Opernsängerin (Sopran)
- Schäfer, Christoph (* 1961), deutscher Althistoriker
- Schäfer, Christoph (* 1964), deutscher Zeichner, Konzept- und Installationskünstler
- Schäfer, Cilly (1898–1981), deutsche Politikerin (KPD)
- Schäfer, Clemens (1919–1989), deutscher Politiker der CDU
- Schäfer, Conrad († 1624), deutscher Ratsherr in Dresden und Bürgermeister
- Schäfer, Cornel (* 1982), deutscher Filmproduzent
- Schäfer, Cyrill (* 1966), deutscher Ordenspriester, Benediktiner und Theologe

###### Schafer, D
- Schäfer, Dagmar (* 1968), deutsche Sinologin
- Schäfer, Daniel (* 1964), deutscher Medizinhistoriker und Hochschullehrer
- Schäfer, Daniel (* 1977), deutscher Schauspieler
- Schäfer, Detlef (* 1954), deutscher Fußballspieler
- Schäfer, Dieter (1927–2021), deutscher Historiker
- Schäfer, Dietrich (1845–1929), deutscher Historiker
- Schäfer, Dirk (1873–1931), niederländischer Pianist und Komponist
- Schäfer, Dirk (* 1961), deutscher Regisseur von Dokumentar- und Spielfilmen
- Schäfer, Dirk (* 1961), deutscher Boxer und Musiker, Opfer der SED-Diktatur
- Schäfer, Dorothea (* 1962), deutsche Politikerin (CDU), MdLDorothea Schäfer (* 1962)

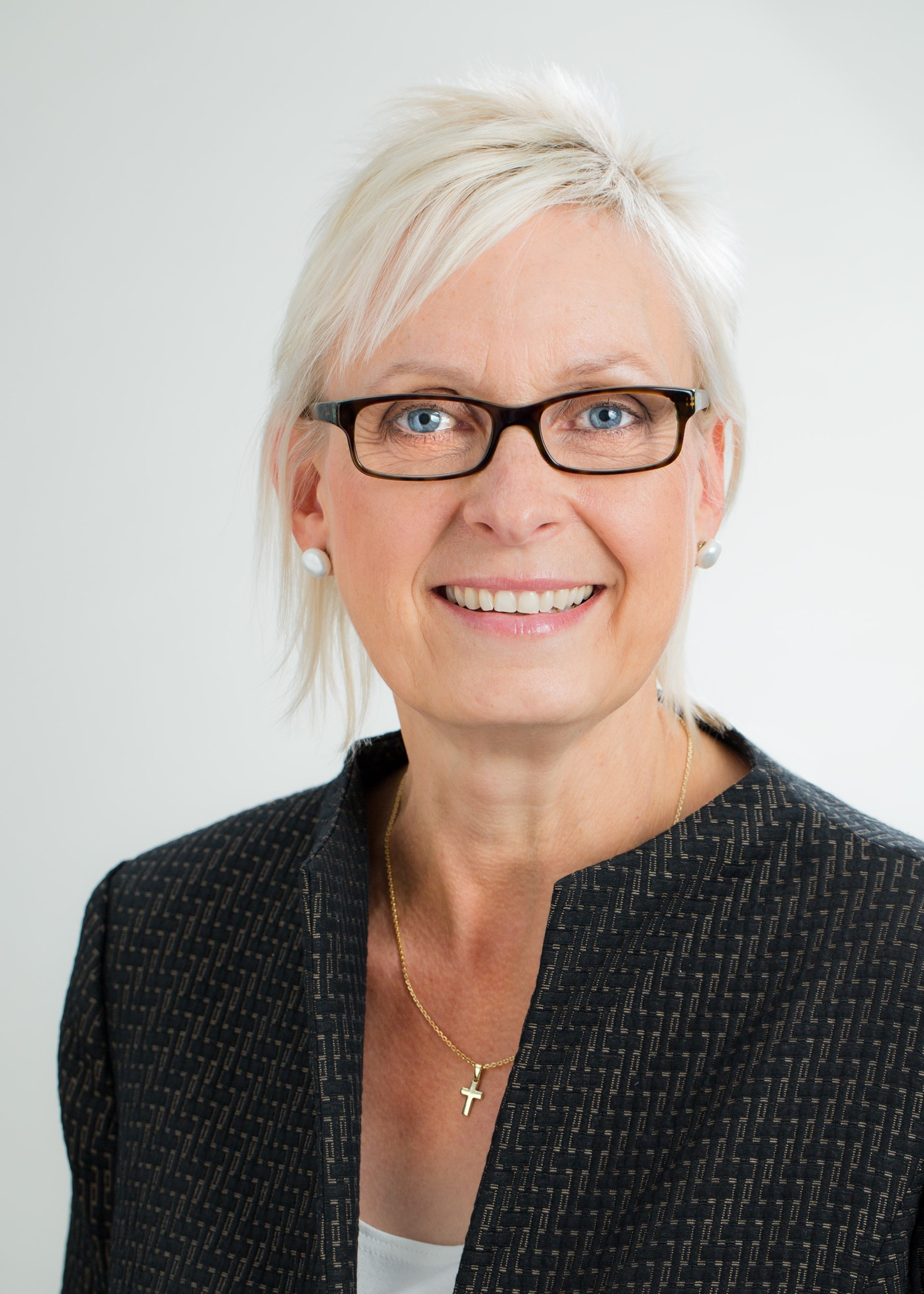
Dorothea Schäfer (* 1962)

###### Schafer, E
- Schäfer, Eberhard, deutscher Regisseur und Drehbuchautor
- Schäfer, Eckart (1939–2018), deutscher Altphilologe
- Schafer, Ed (* 1946), US-amerikanischer Politiker
- Schäfer, Elisabeth (* 1926), deutsche DFD-Funktionärin
- Schäfer, Elisabeth (* 1979), deutsche Philosophin
- Schäfer, Elmar (* 1964), deutscher Film- und Musikproduzent und Drehbuchautor
- Schäfer, Emanuel (1900–1974), deutscher Polizist, im Dritten Reich Regierungs- und Kriminalrat, SS-Oberführer, Befehlshaber der Sicherheitspolizei
- Schäfer, Emil (1891–1917), deutscher Kampfpilot und Fliegerass im Ersten Weltkrieg
- Schäfer, Erhard (* 1937), deutscher Politiker (CDU)
- Schäfer, Erhard (* 1944), deutscher Politiker (SPD, Grüne), Abgeordneter der Hamburgischen Bürgerschaft (1986)
- Schäfer, Erhard (* 1959), deutscher Koch
- Schäfer, Erich (* 1899), deutscher Politiker (LDP), MdL Sachsen-Anhalt
- Schäfer, Erich (1900–1984), deutscher Betriebswirt sowie Hochschullehrer
- Schäfer, Ernst (1830–1899), Landtagsabgeordneter Waldeck
- Schäfer, Ernst (* 1862), deutsch-böhmischer Architekt und Bauunternehmer
- Schäfer, Ernst (1872–1946), Theologe und Historiker
- Schäfer, Ernst (1882–1945), deutscher Jurist und Ministerialdirigent im Reichsjustizministerium
- Schäfer, Ernst (1902–1996), deutscher Evangelischer Theologe und Christlicher Archäologe
- Schäfer, Ernst (1906–1989), deutscher Politiker (SPD), MdL Baden-Württemberg
- Schäfer, Ernst (1910–1992), deutscher Zoologe und TibetforscherErnst Schäfer (1910–1992)

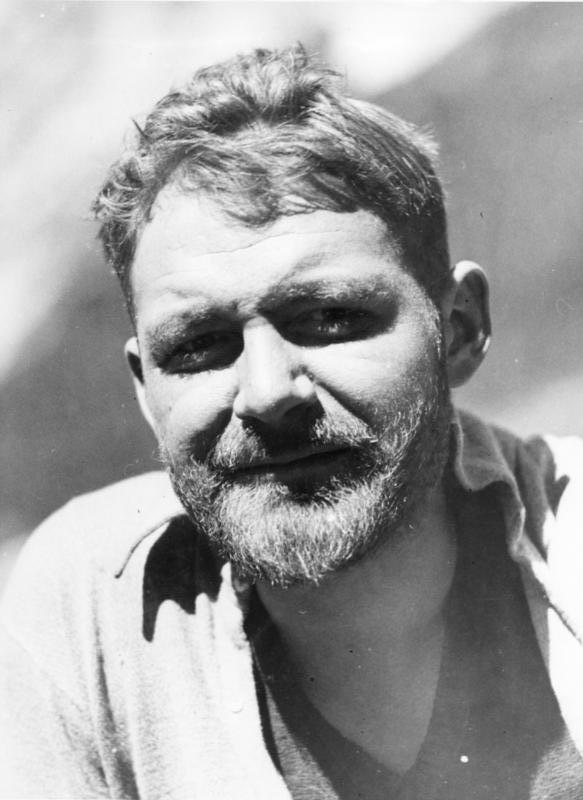
Ernst Schäfer (1910–1992)

- Schäfer, Ernst (1915–1973), deutscher Politiker (FDP), MdL
- Schäfer, Ernst (1916–2002), deutscher Fotograf
- Schäfer, Ernst Karl (1821–1878), Verlagsgründer
- Schäfer, Eva (1924–2003), deutsche Schauspielerin
- Schäfer, Ewald (1905–2001), deutscher Musikpädagoge und Liedkomponist

###### Schafer, F
- Schäfer, Felix (* 1983), deutscher Schauspieler und Regisseur
- Schäfer, Florian (* 1986), deutscher Politiker (SPD), MdL
- Schäfer, Florian (* 1991), deutscher Sagenforscher und Schriftsteller
- Schäfer, Frank (* 1959), deutscher Schauspieler und Friseur
- Schäfer, Frank (* 1964), deutscher Zoologe, Redakteur, Fotograf und Autor
- Schäfer, Frank (* 1966), deutscher Schriftsteller
- Schäfer, Frank L. (* 1974), deutscher Rechtswissenschaftler und Hochschullehrer
- Schäfer, Franz (1865–1937), deutscher Versicherungsdirektor
- Schäfer, Franz (1879–1958), deutscher Jurist
- Schäfer, Franz (1899–1973), deutscher Politiker (CSU), MdL Bayern
- Schäfer, Franz Josef (* 1953), deutscher Lehrer und Historiker
- Schäfer, Franz Werner (1921–2016), Schweizer Geistlicher und Bischof der Evangelisch-methodistischen Kirche
- Schäfer, Frauke, deutsche Opernsängerin (Sopran)
- Schäfer, Fredy (1933–2017), deutscher Politiker (CDU), MdL Rheinland-Pfalz, Sportfunktionär
- Schäfer, Frieda (1904–1980), deutsche Politikerin (KPD), MdL
- Schäfer, Friedrich (1709–1786), Bildhauer
- Schäfer, Friedrich (1830–1898), Bürgermeister und Mitglied des Provinziallandtages der Provinz Hessen-Nassau
- Schäfer, Friedrich (1915–1988), deutscher Politiker (SPD), MdB
- Schäfer, Friedrich (* 1922), deutscher Bergbauingenieur und Mitglied der Volkskammer der DDR
- Schäfer, Friedrich August (1810–1880), deutscher Politiker
- Schäfer, Fritz (1912–1973), deutscher Ringer in beiden Stilarten (griechisch-römisch und Freistil)
- Schäfer, Fritz (1923–2012), deutscher Rechtsanwalt, Autor, buddhistischer Lehrer und Übersetzer
- Schäfer, Fritz Peter (1931–2011), deutscher Physiker

###### Schafer, G
- Schäfer, Gaby (* 1957), deutsche Politikerin (CDU), MdL
- Schäfer, Gaby (* 1960), deutsche Verwaltungsjuristin
- Schäfer, Georg (1896–1975), deutscher Unternehmer und Mäzen
- Schäfer, Georg (1919–2014), deutscher Politiker (SPD), MdL
- Schäfer, Georg Christoph (1629–1666), deutscher Jurist
- Schäfer, Georg Josef Bernhard (1855–1912), deutscher Maler
- Schäfer, Gerd E. (1923–2001), deutscher Schauspieler und Kabarettist
- Schäfer, Gerd E. (* 1942), deutscher Erziehungswissenschaftler und Hochschullehrer
- Schäfer, Gerhard (1922–2015), deutscher Hörfunkjournalist
- Schäfer, Gerhard (1923–2003), deutscher Theologe und Archivar
- Schäfer, Gerhard (* 1937), deutscher Jurist, Richter am Bundesgerichtshof
- Schäfer, Gerhard (* 1949), deutscher Sozialwissenschaftler und Publizist
- Schäfer, Gerhard (* 1952), deutscher Fußballspieler
- Schäfer, Gerhard K. (* 1952), deutscher Theologe und Hochschullehrer
- Schäfer, Gerhart (1926–2018), deutscher Komponist und Hochschullehrer
- Schäfer, Gert (1941–2012), deutscher Politikwissenschaftler
- Schäfer, Gertrud (1880–1945), deutsche Malerin
- Schäfer, Gertrud (1897–1987), deutsche evangelische Pastorin
- Schäfer, Gertrud (* 1944), deutsche Kugelstoßerin und Sportlehrerin
- Schäfer, Gisela (1924–2021), deutsche Internistin
- Schäfer, Gottfried Heinrich (1764–1840), deutscher Klassischer Philologe
- Schäfer, Guido (* 1964), deutscher Fußballspieler und Sportredakteur
- Schäfer, Günter (* 1953), deutscher Fußballspieler
- Schäfer, Günther (* 1957), deutscher Politiker (Bündnis 90/Die Grünen), MdL
- Schäfer, Günther (* 1962), deutscher Fußballspieler
- Schäfer, Gustav (1892–1965), deutscher Politiker (SPD), MdL
- Schäfer, Gustav (1896–1967), deutscher Sportfunktionär und SA-Führer, zuletzt im Rang eines SA-Oberführers
- Schäfer, Gustav (1906–1991), deutscher Ruderer und Olympiasieger
- Schäfer, Gustav (* 1988), deutscher Musiker

###### Schafer, H
- Schäfer, Hannes (* 1965), deutscher Bassist der Rockband Fury in the SlaughterhouseHannes Schäfer (* 1965)

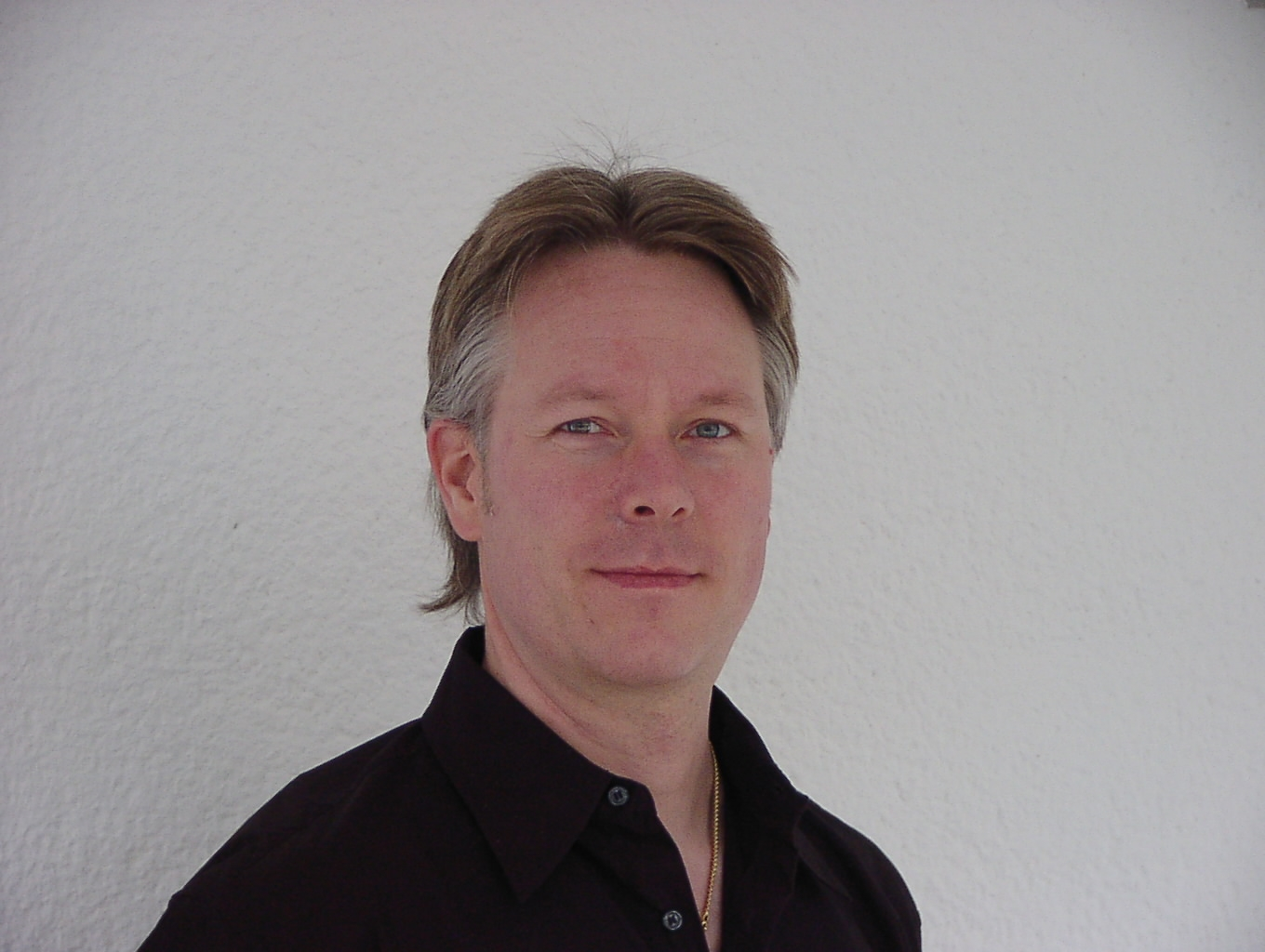
Hannes Schäfer (* 1965)

- Schäfer, Hans (1910–1980), deutscher Jurist, Staatssekretär und Präsident des Bundesrechnungshofes
- Schäfer, Hans (1913–1989), deutscher Jurist und Politiker (FDP, SPD), MdL
- Schäfer, Hans (1927–2017), deutscher Fußballspieler
- Schäfer, Hans (1928–2013), deutscher Mediziner
- Schäfer, Hans Dieter (* 1939), deutscher Germanist und Hochschullehrer
- Schäfer, Hans J. (1937–2024), deutscher Chemiker
- Schäfer, Hans-Bernd (* 1943), deutscher Ökonom
- Schäfer, Hansjörg (1944–2023), deutscher Politiker (SPD), MdB
- Schäfer, Harald (1913–1992), deutscher Chemiker und Hochschullehrer
- Schäfer, Harald (1931–2001), deutscher Regisseur, Schauspieler, Drehbuchautor und Synchronsprecher
- Schäfer, Harald B. (1938–2013), deutscher Politiker (SPD), MdL, MdB
- Schäfer, Harry (* 1990), deutscher Schauspieler
- Schäfer, Hartmut (1943–2021), deutscher Mittelalterarchäologe
- Schäfer, Hartmut (* 1961), deutscher Ruderer
- Schäfer, Heike (* 1964), deutsche Schlagersängerin
- Schäfer, Heinrich (1794–1869), deutscher Historiker, Bibliothekar, Romanist, Lusitanist und Hispanist
- Schäfer, Heinrich (1794–1870), Landtagsabgeordneter im Spezial-Landtag für das Fürstentum Pyrmont
- Schäfer, Heinrich (1868–1957), deutscher Ägyptologe
- Schäfer, Heinrich (1879–1951), deutscher Jurist und Politiker
- Schäfer, Heinrich (1907–1986), deutscher Mitarbeiter der Kantinenverwaltung des KZ Ravensbrück
- Schäfer, Heinrich (1909–1980), deutscher Agrarwissenschaftler und Hochschullehrer
- Schäfer, Heinrich (1937–1997), deutscher Unternehmer im Rotlichtmilieu von Köln
- Schäfer, Heinrich Wilhelm (* 1955), deutscher Theologe und Autor
- Schäfer, Heinz (* 1931), deutscher Staatsbürger
- Schäfer, Helmut (1908–1994), deutscher Gewichtheber
- Schäfer, Helmut (* 1933), deutscher Politiker (FDP), MdB
- Schäfer, Helmut (* 1952), deutscher Dramaturg
- Schäfer, Helmut M. (* 1942), deutscher Jurist und Hochschullehrer
- Schäfer, Herbert (1926–2019), deutscher Kriminalist und Autor
- Schäfer, Herbert (1927–1991), deutscher Fußballspieler und -trainer
- Schäfer, Herbert (* 1932), deutscher Designer
- Schäfer, Herbert (* 1968), deutscher Schauspieler
- Schäfer, Hermann (1892–1966), deutscher Politiker (DDP, FDP, Freie Volkspartei, DP), MdBHermann Schäfer (1892–1966)

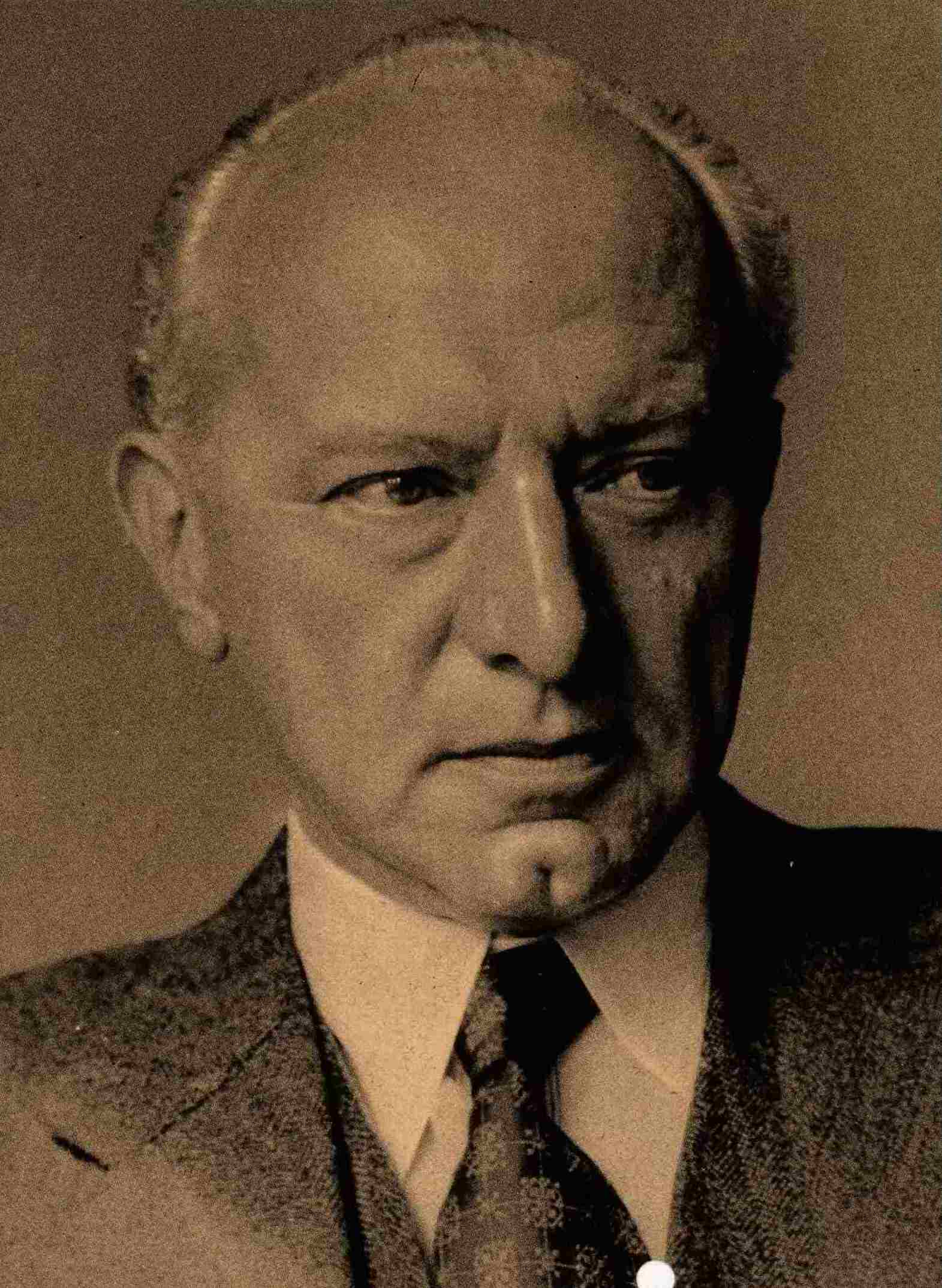
Hermann Schäfer (1892–1966)

- Schäfer, Hermann, deutscher Propagandafunktionär
- Schäfer, Hermann (1900–1961), deutscher Politiker (SPD), MdA
- Schäfer, Hermann (1911–1977), deutscher Komponist, Arrangeur, Dirigent und Orchesterchef
- Schäfer, Hermann (1927–2009), deutscher Komponist, Musikpädagoge und -wissenschaftler
- Schäfer, Hermann (* 1942), deutscher Historiker und Vize-Kulturstaatsminister
- Schäfer, Horst (1929–1978), deutscher Schauspieler und Hörspielsprecher
- Schäfer, Horst (1930–2020), deutscher Journalist
- Schäfer, Horst (1932–2022), deutscher Fotograf
- Schafer, Hunter (* 1998), US-amerikanisches Model, Schauspielerin und LGBT-AktivistinHunter Schafer (* 1998)

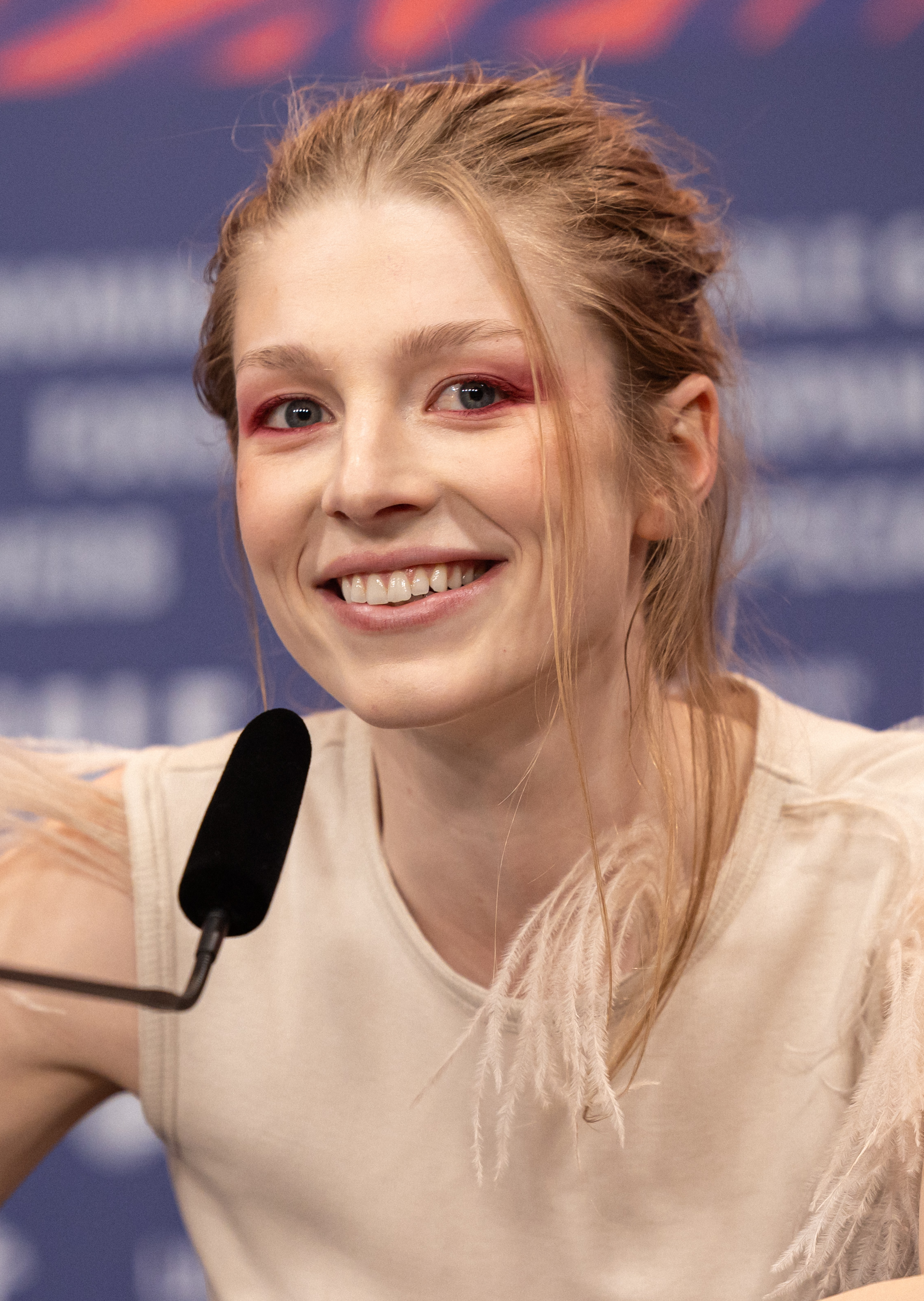
Hunter Schafer (* 1998)

###### Schafer, I
- Schäfer, Ilja (* 1987), Boxer und Kickboxer
- Schäfer, Ingeburg (1933–2011), deutsche Politikerin (SPD), MdL
- Schäfer, Ingo (* 1965), deutscher Politiker (SPD)

###### Schafer, J
- Schäfer, Jamila (* 1993), deutsche Politikerin (Bündnis 90/Die Grünen), MdB, Sprecherin der Grünen Jugend (2015–2017)
- Schäfer, Jan (* 1974), deutscher Kanute
- Schäfer, Janne (* 1981), deutsche Schwimmerin
- Schäfer, Jaron (* 1993), deutscher Fußballspieler
- Schäfer, Jenny (* 1985), deutsche bildende Künstlerin und Autorin
- Schäfer, Jens (* 1963), deutscher Schauspieler
- Schäfer, Joachim (* 1946), deutscher Autor
- Schäfer, Joachim (* 1950), deutscher Musiker, Sänger, Komponist, Texter, Produzent, Musikverleger und Studiobetreiber
- Schäfer, Joachim (1952–1997), deutscher Chansonnier, Komponist und Gitarrist
- Schäfer, Jochim (1641–1695), deutscher Zimmermeister
- Schäfer, Johann (1893–1973), deutscher Wirtschaftsjournalist
- Schäfer, Johann Adam (1756–1840), deutscher Klassischer Philologe und Gymnasialdirektor
- Schäfer, Johann Heinrich (1810–1887), deutscher Orgelbauer
- Schäfer, Johann Jacob (1813–1883), Bürgermeister und Abgeordneter
- Schäfer, Johann Jakob (1749–1823), Schweizer Müller, Geometer, Wasserbaumeister und Politiker
- Schäfer, Johann Nepomuk (1751–1796), deutscher römisch-katholischer Geistlicher, Theologe und Hochschullehrer
- Schäfer, Johann Nikolaus (1671–1744), deutscher Orgelbauer
- Schäfer, Johann Peter (1813–1902), deutscher Pädagoge und Sozialreformer
- Schäfer, Johann Sebastian (1827–1889), Bürgermeister und Abgeordneter
- Schäfer, Johannes (1903–1993), deutscher Politiker (NSDAP), MdR, Polizist und SS-FührerJohannes Schäfer (1903–1993)

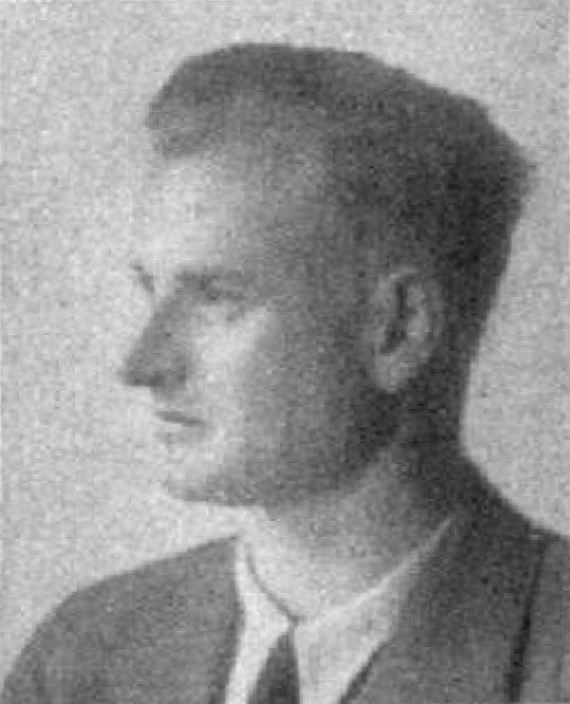
Johannes Schäfer (1903–1993)

- Schäfer, Johannes (1908–1988), deutscher Politiker (CDU), MdBB
- Schäfer, Johannes (1928–1996), deutscher Organist
- Schäfer, Johannes Karl Roland (* 1980), deutscher Schauspieler und Musiker
- Schäfer, Johannes W. (* 1960), deutscher Komponist
- Schafer, John C. (1893–1962), US-amerikanischer Politiker
- Schäfer, Jörg (1926–2021), deutscher Klassischer Archäologe
- Schäfer, Jörgen (* 1967), deutscher germanistischer und Allgemeiner Literaturwissenschaftler
- Schäfer, Jorgo (* 1949), deutscher Maler, Grafiker und Cartoonist
- Schäfer, Josef (1902–1994), deutscher Geschäftsführer und Politiker (SPD), MdL Bayern
- Schäfer, Joseph, fränkischer Arzt
- Schäfer, Jürgen (1933–1985), deutscher Anglist und Hochschullehrer
- Schäfer, Jürgen (* 1941), deutscher Maler und Grafiker
- Schäfer, Jürgen (* 1956), deutscher Internist, Endokrinologe, Kardiologe, Intensivmediziner und Autor
- Schäfer, Jürgen (* 1962), deutscher Jurist und Richter am Bundesgerichtshof

###### Schafer, K
- Schäfer, Kai (* 1993), deutscher Badmintonspieler
- Schäfer, Kanut (1894–1971), deutscher Schriftsteller
- Schäfer, Karin (* 1963), österreichische Regisseurin und Puppenspielerin
- Schäfer, Karl (1838–1922), deutscher Orgelbauer
- Schäfer, Karl (1849–1915), deutscher Lehrer und Heimatdichter
- Schäfer, Karl (1888–1957), deutscher Maler, Grafiker und Bildhauer
- Schäfer, Karl (1899–1970), deutscher Dirigent, Komponist, Pianist und Musikdirektor
- Schäfer, Karl (1909–1976), österreichischer Eiskunstläufer und SchwimmerKarl Schäfer (1909–1976)

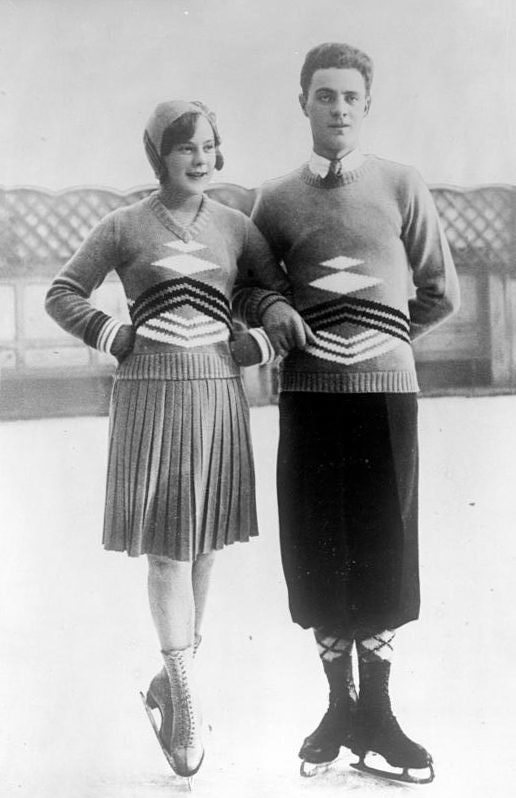
Karl Schäfer (1909–1976)

- Schäfer, Karl (1912–1991), deutscher Politiker (CSU), MdL
- Schäfer, Karl Heinrich (1871–1945), deutscher Kirchenhistoriker und Archivar
- Schäfer, Karl Robert (1894–1970), deutsch-schweizerischer Schauspieler, Filmer und Gewerkschaftler
- Schäfer, Karl Theodor (1900–1974), deutscher katholischer Theologe und Hochschullehrer
- Schäfer, Karl Wilhelm (1807–1869), deutscher Historiker
- Schäfer, Karl-Heinz (1911–1985), deutscher Pädiater und Hochschullehrer
- Schäfer, Karl-Heinz (* 1928), deutscher Politiker (SED)
- Schäfer, Karl-Heinz (* 1932), deutscher Gebrauchsgrafiker
- Schäfer, Karl-Heinz (1934–2011), deutscher Bauingenieur und Bauunternehmer
- Schäfer, Karlheinz (* 1941), deutscher Bildhauer
- Schäfer, Karsten (* 1976), deutscher Handballspieler und -trainer, Sportwissenschaftler
- Schafer, Kelly (* 1981), schottische Curlerin
- Schäfer, Klaus (1910–1984), deutscher Chemiker
- Schäfer, Klaus (* 1930), deutscher Agrarwissenschaftler, Rektor der Universität Hannover
- Schäfer, Klaus (* 1945), deutscher Erziehungswissenschaftler und parteiloser politischer Beamter
- Schäfer, Klaus (* 1958), deutscher Theologe, Klinikseelsorger und Autor
- Schäfer, Klaus (* 1962), deutscher Mathematiker, Betriebswirt und Hochschullehrer
- Schäfer, Konrad (* 1911), deutscher Mediziner
- Schäfer, Konstantin (1899–1978), deutscher Pädagoge und Heimatforscher
- Schäfer, Kunibert (* 1957), deutscher Kirchenmusiker und Hochschullehrer
- Schäfer, Kurt (1915–1944), deutscher Fußballspieler

###### Schafer, L
- Schäfer, Lane (* 1982), deutsche Kostümbildnerin
- Schäfer, Lasse (* 2003), deutscher Politiker (PdH)
- Schäfer, Laurenz (1840–1904), deutscher Porträtmaler der Düsseldorfer Schule
- Schäfer, Lena (* 1992), deutsche Sommerbiathletin
- Schäfer, Léon (* 1997), deutscher Leichtathlet
- Schäfer, Linus (* 2003), deutscher Fußballspieler
- Schäfer, Lothar (1934–2020), deutscher Philosoph
- Schäfer, Lucas (* 1994), deutscher Ruderer
- Schäfer, Ludwig (1812–1879), deutscher Jurist und Politiker
- Schäfer, Ludwig (1912–2003), deutscher Richter
- Schäfer, Lutz (* 1965), deutscher Schauspieler, Dozent, Synchronsprecher und Heilpraktiker

###### Schafer, M
- Schäfer, Manfred (1912–1996), deutscher Physiker und Hochschullehrer
- Schäfer, Manfred (1921–1999), deutscher Politiker (CDU), MdL, MdB
- Schäfer, Manfred (1949–2003), deutscher Ethnologe
- Schäfer, Marcel (* 1984), deutscher FußballspielerMarcel Schäfer (* 1984)

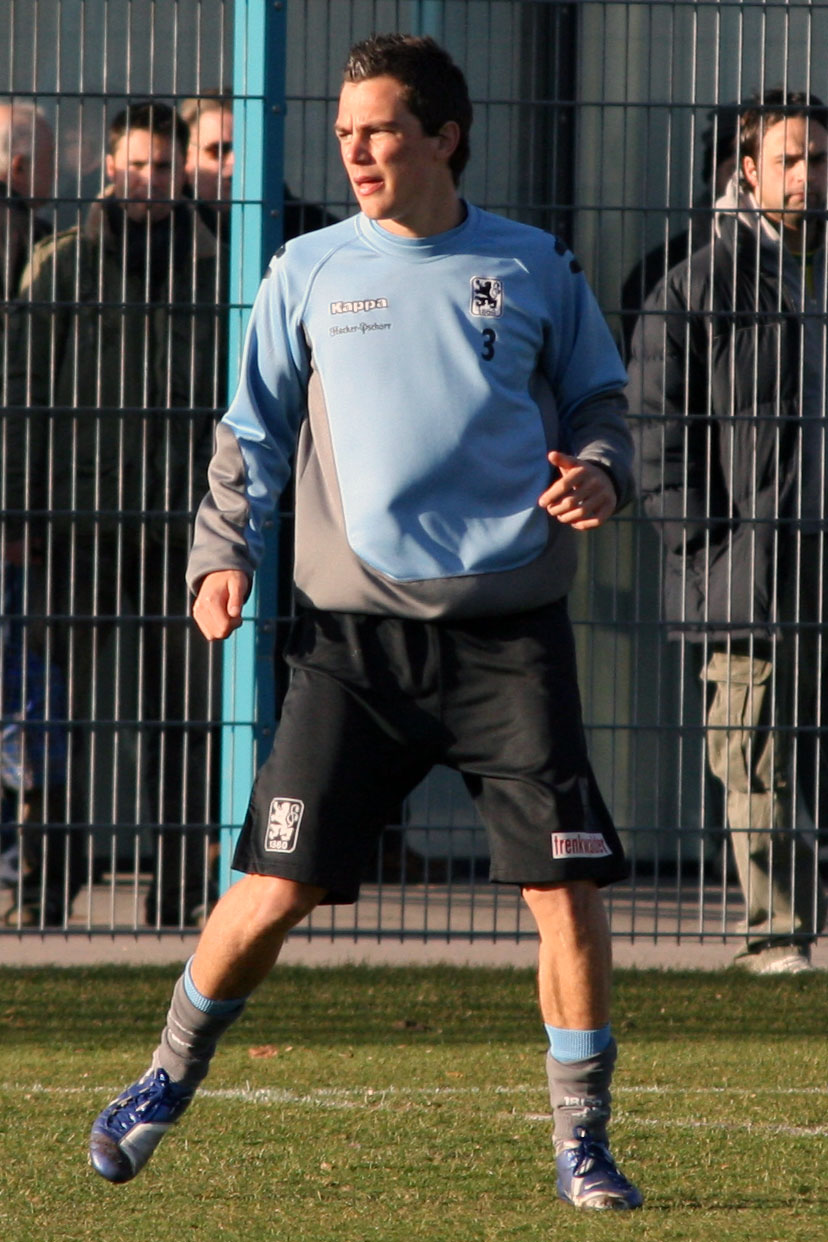
Marcel Schäfer (* 1984)

- Schäfer, Maria Hugonis (1930–2014), deutsche Ordensschwester
- Schäfer, Marian (* 1993), deutscher Schauspieler
- Schäfer, Markus (* 1963), deutscher Fußballspieler und -trainer
- Schäfer, Markus (* 1965), deutscher Manager
- Schäfer, Markus (* 1969), deutscher Schachspieler
- Schäfer, Markus (* 1983), deutscher Performancekünstler
- Schäfer, Martin (1889–1971), deutscher Lehrer und Heimatforscher
- Schäfer, Martin (1943–1988), deutscher Kameramann
- Schäfer, Martin (* 1948), Schweizer Kulturjournalist und Radioproduzent
- Schäfer, Martin (* 1951), deutscher Politiker (SPD), MdHB
- Schäfer, Martin (* 1965), deutscher Kommunalpolitiker, Erster Bürgermeister von Gröbenzell
- Schäfer, Martin (* 1967), deutscher Diplomat
- Schäfer, Martin Jörg (* 1971), deutscher Germanist
- Schäfer, Martin L. (1965–2017), deutscher Schauspieler, Synchronsprecher, Musiker und Sänger
- Schäfer, Martina (* 1952), deutsche Schriftstellerin, Germanistin, Kulturhistorikerin und Komponistin
- Schäfer, Max (1907–1990), deutscher Fußballspieler und Trainer
- Schäfer, Maximilian (1851–1916), deutscher Maler, Buchillustrator und Fachschriftsteller
- Schäfer, Melchior (1682–1738), evangelisch-pietistischer Pastor und Prediger in Görlitz
- Schäfer, Micaela (* 1983), deutsches Model, Moderatorin, Schauspielerin, DJane und SängerinMicaela Schäfer (* 1983)
- Schäfer, Micha (* 1987), Schweizer Koch

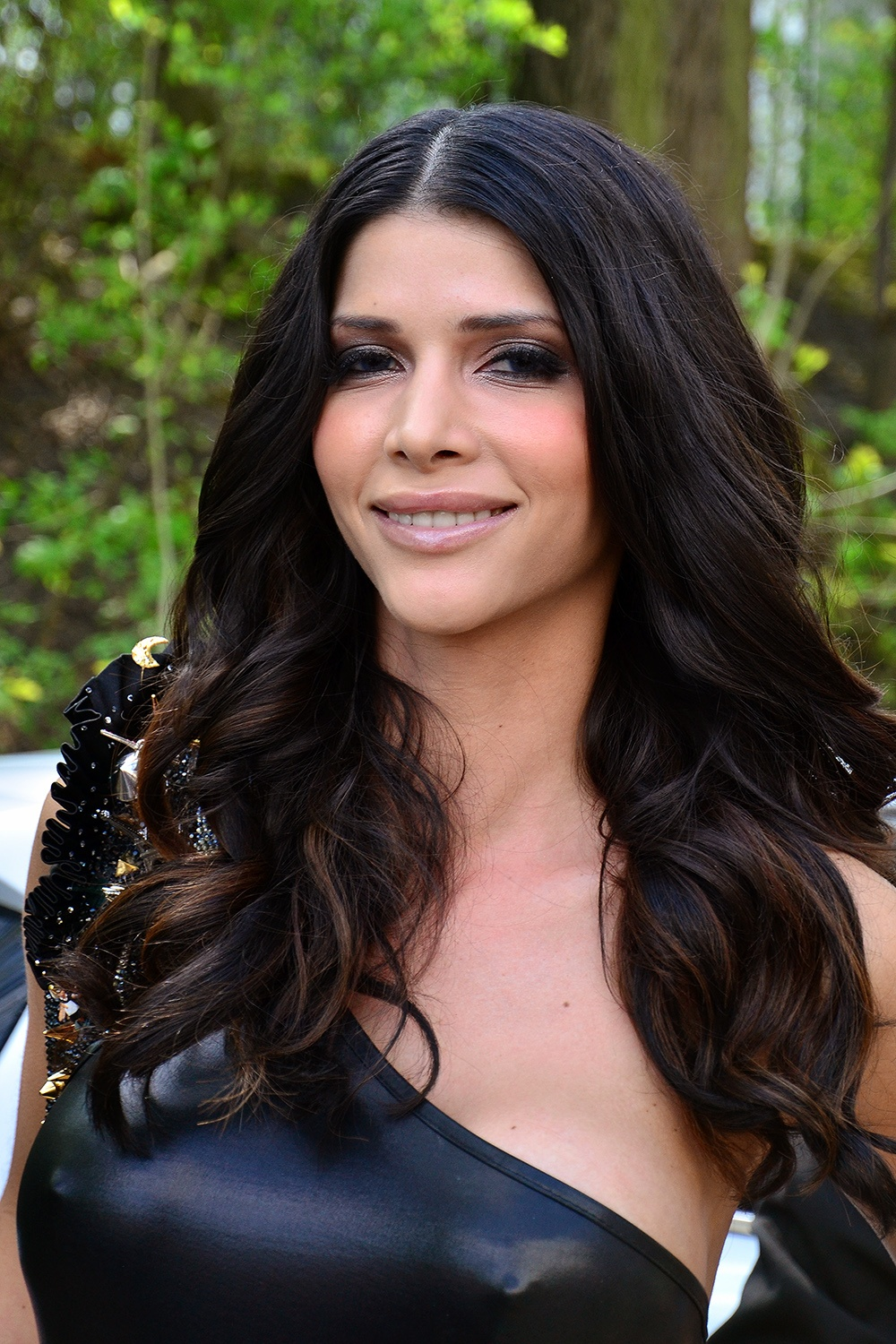
Micaela Schäfer (* 1983)

- Schäfer, Michael (1937–2001), deutscher Tierarzt, Reiter, Pferdezüchter und -verhaltensforscher
- Schäfer, Michael (* 1961), deutscher Ministerialbeamter
- Schäfer, Michael (* 1972), deutscher Politiker (Bündnis 90/Die Grünen) und Mitarbeiter im Bereich Umwelt und Klimaschutz
- Schäfer, Michael (* 1977), deutscher Leichtathlet
- Schäfer, Michael (* 1982), deutscher Politiker (NPD)
- Schäfer, Michel (* 1967), deutscher Schauspieler und Lyriker
- Schäfer, Michelle (* 2003), deutsche Handballspielerin
- Schäfer, Mike S. (* 1976), deutscher Kommunikationswissenschaftler und Soziologe
- Schäfer, Milita (1902–1944), deutsche Steyler Missionsschwester und Märtyrin
- Schäfer, Mitja (* 1980), deutscher Fußballspieler
- Schäfer, Monika (* 1959), deutsche Langstreckenläuferin
- Schäfer, Moritz (1826–1888), deutscher Verleger

###### Schafer, N
- Schafer, Natalie (1900–1991), US-amerikanische Schauspielerin
- Schäfer, Norbert (* 1956), deutscher Klavierpädagoge, Pianist und Komponist

###### Schafer, O
- Schäfer, Ole (1970–2024), deutscher typografischer Gestalter und Schriftentwerfer
- Schäfer, Oliver (* 1969), deutscher Fußballspieler und -trainerOliver Schäfer (* 1969)

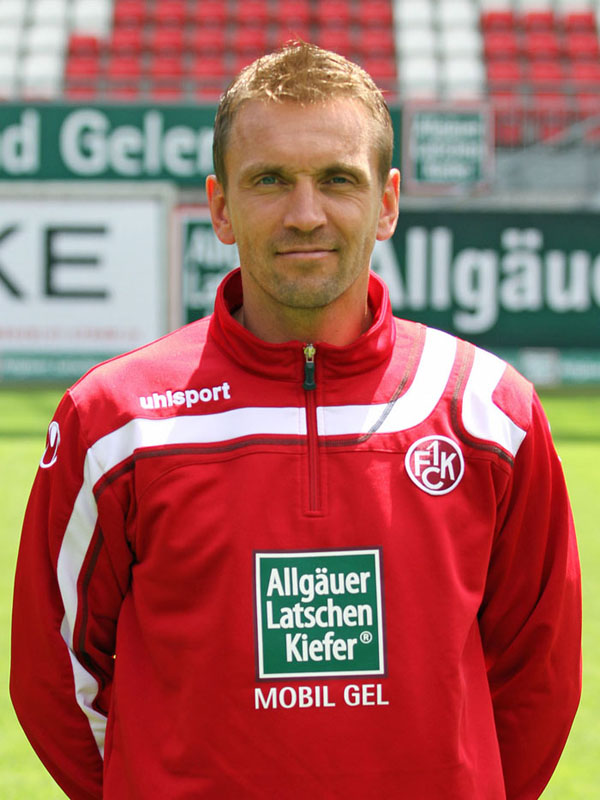
Oliver Schäfer (* 1969)

- Schäfer, Oswald (1908–1991), deutscher Jurist, SS-Führer und Kriminalrat
- Schäfer, Otto (1882–1959), deutscher Architekt
- Schäfer, Otto (1886–1960), deutscher Politiker (FDP)
- Schäfer, Otto (1891–1945), deutscher Orgelbauer
- Schäfer, Otto (1909–2000), deutscher Physiker, Regelungstechniker und Hochschullehrer
- Schäfer, Otto (1912–1973), deutscher Politiker (CDU), MdL
- Schäfer, Otto (1912–2000), deutscher Großindustrieller und Buch- und Kunstsammler

###### Schafer, P
- Schäfer, Patricia (* 1967), deutsche Schauspielerin
- Schäfer, Patricia (* 1968), deutsche Journalistin und Moderatorin des ZDF-Morgenmagazins
- Schäfer, Paul (1881–1965), deutscher Gynäkologe und Hochschullehrer
- Schäfer, Paul (1894–1938), deutscher Politiker (KPD)
- Schäfer, Paul (1921–2010), deutscher Sektenführer, Gründer der „Colonia Dignidad“ in Chile
- Schäfer, Paul (* 1949), deutscher Politiker (Die Linke)
- Schäfer, Paul Kanut (1922–2016), deutscher Schriftsteller
- Schäfer, Paulus (* 1978), niederländischer Gitarrist des Gypsy-Jazz
- Schäfer, Peter (* 1930), deutscher Widerstandskämpfer während der Zeit des Zweiten Weltkriegs
- Schäfer, Peter (1931–2016), deutscher Historiker
- Schäfer, Peter (* 1941), deutscher Fußballspieler
- Schäfer, Peter (* 1943), deutscher Judaist
- Schäfer, Petra (* 1965), deutsche Autorin
- Schäfer, Philipp (1934–2002), deutscher katholischer Theologe

###### Schafer, R
- Schafer, R. Murray (1933–2021), kanadischer Komponist, Klangforscher und Autor
- Schäfer, Raphael (* 1979), deutscher FußballtorhüterRaphael Schäfer (* 1979)

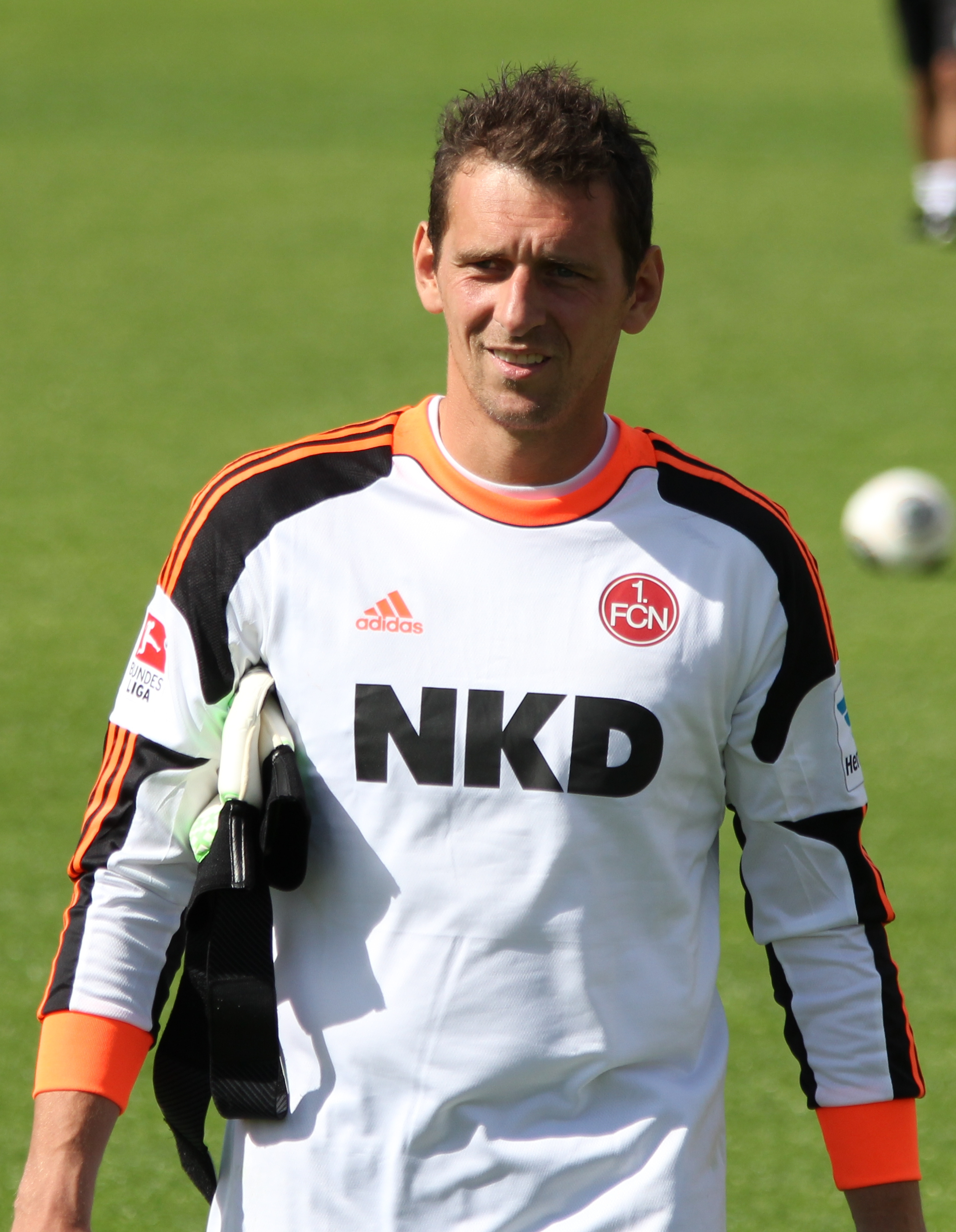
Raphael Schäfer (* 1979)

- Schäfer, Raphael (* 1981), deutscher Politiker (CDU)
- Schäfer, Reinhold (1945–2022), deutscher Informatiker
- Schafer, René (* 1953), Schweizer Musiker, Komponist und ArrangeurRené Schafer (* 1953)

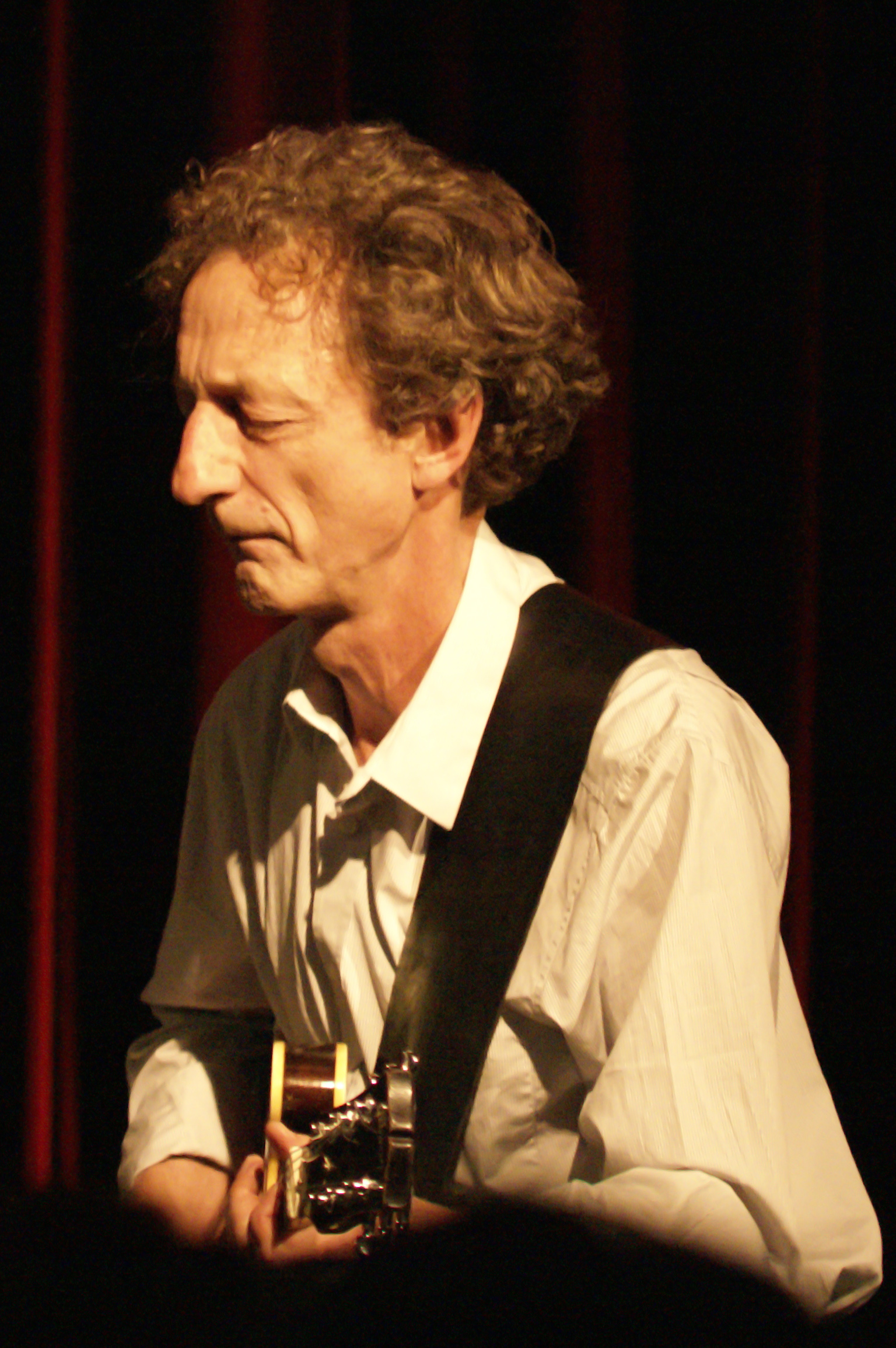
René Schafer (* 1953)

- Schäfer, Richard (1884–1945), deutscher Lokalpolitiker (SPD), Widerstandskämpfer
- Schafer, Richard D. (1918–2014), US-amerikanischer Mathematiker
- Schäfer, Robert (* 1958), deutscher Polizist, Polizeipräsident des Polizeipräsidiums Westhessen
- Schäfer, Robert (* 1976), deutscher Fußballfunktionär
- Schäfer, Roland (* 1943), deutscher Schauspieler und Regisseur
- Schäfer, Roland (* 1949), deutscher Verwaltungsjurist und Kommunalpolitiker
- Schäfer, Roland (* 1958), deutscher Diplomat
- Schäfer, Rolf (1931–2024), deutscher Kirchenhistoriker, Oberkirchenrat und stellvertretender Bischof der Evangelisch-Lutherischen Kirche in Oldenburg
- Schafer, Ronald W. (* 1938), US-amerikanischer Elektroingenieur
- Schäfer, Rosl (1926–1982), deutsche Schauspielerin bei Bühne, Film und Fernsehen
- Schäfer, Rudi (* 1934), deutscher Gewerkschafter
- Schäfer, Rüdiger (* 1965), deutscher Schriftsteller
- Schäfer, Rudolf (1878–1961), deutscher Maler
- Schäfer, Rudolf (1912–1973), deutscher Maler und Grafiker
- Schäfer, Rudolf (1914–1985), deutscher Historiker, Journalist und Heimatforscher
- Schäfer, Rudolf (* 1952), deutscher Fotograf und Hochschullehrer
- Schäfer, Rütger (* 1940), deutscher Bibliothekar und Soziologe

###### Schafer, S
- Schäfer, Sabine (* 1957), deutsche Komponistin, Klangkünstlerin, Medienkünstlerin und Hochschullehrerin
- Schäfer, Sandra (* 1970), deutsche Filmemacherin und Kuratorin
- Schäfer, Sandra Vanessa (* 1977), deutsch Kunst- und Antiquitätenhändlerin
- Schäfer, Sebastian (* 1979), deutscher Politiker (Bündnis 90/Die Grünen)
- Schäfer, Siegfried (* 1933), deutscher Ringer
- Schäfer, Stefan (* 1963), deutscher Komponist und Kontrabassist
- Schäfer, Stefan (* 1986), deutscher Radrennfahrer
- Schäfer, Stefanie (* 1963), deutsche Übersetzerin
- Schäfer, Steffen (* 1994), deutscher Fußballspieler
- Schäfer, Stephan (* 1974), deutscher Journalist und ManagerStephan Schäfer (* 1974)

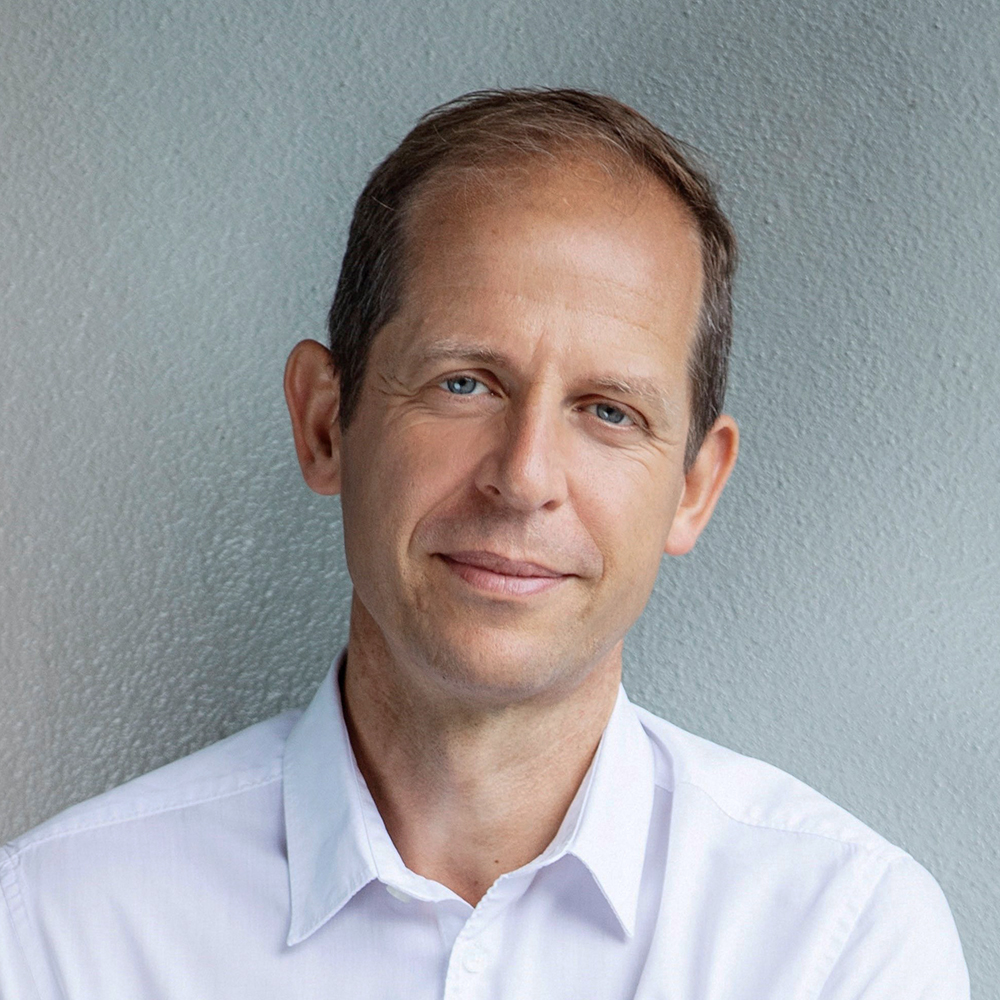
Stephan Schäfer (* 1974)

- Schäfer, Stephan (* 1977), deutscher Theater- und Filmschauspieler
- Schäfer, Stephanie (* 1985), deutsche Schauspielerin
- Schäfer, Susanne (* 1963), deutsche Schauspielerin
- Schäfer, Susanne (* 1966), deutsche Autorin
- Schäfer, Sven (* 1971), deutscher Journalist und Verleger

###### Schafer, T
- Schäfer, Theodor (1846–1914), deutscher Theologe und Pionier der Körperbehindertenfüsorge
- Schäfer, Theodor (1850–1932), deutscher Lehrer und Autor
- Schäfer, Thomas (* 1952), deutscher Diplomat
- Schäfer, Thomas (* 1953), deutscher Klassischer Archäologe
- Schäfer, Thomas (1966–2020), deutscher Jurist und Politiker (CDU), MdL, hessischer FinanzministerThomas Schäfer (1966–2020)

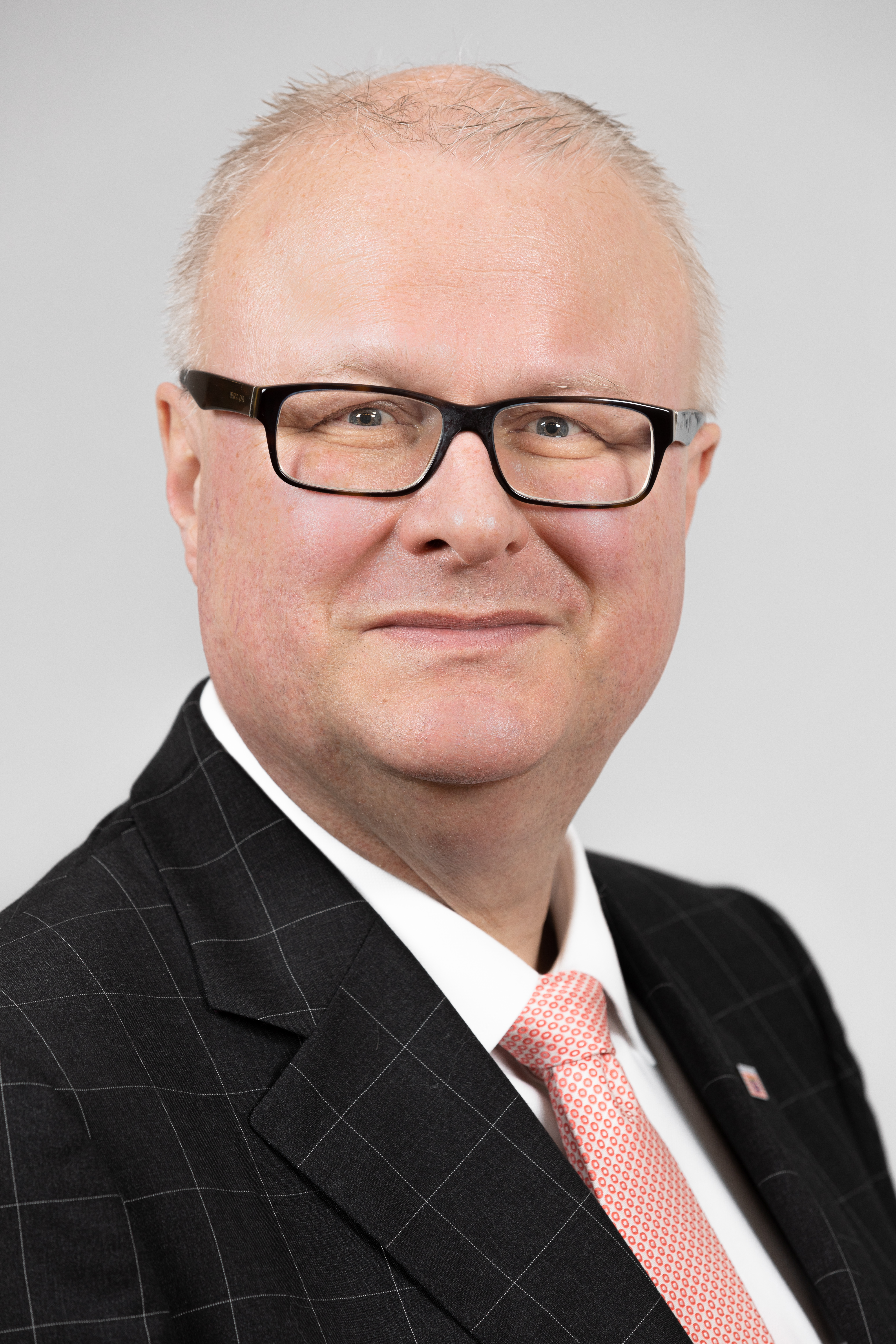
Thomas Schäfer (1966–2020)

- Schäfer, Thomas (* 1967), deutscher Politiker (FDP), MdL
- Schäfer, Thomas (* 1980), deutscher Paracycler
- Schafer, Tim (* 1967), US-amerikanischer Programmierer und Entwickler von Adventure-Spielen
- Schäfer, Timo (* 1982), deutscher Radrennfahrer
- Schäfer, Tobi (* 1980), deutscher Rundfunkmoderator
- Schäfer, Tobias (* 1997), deutscher Schauspieler
- Schäfer, Tobit (* 1980), Schweizer Politiker (SP)
- Schäfer, Torsten (* 1977), deutscher Hochschullehrer und Journalist

###### Schafer, U
- Schäfer, Ulf-Guido (* 1969), deutscher Klarinettist, Arrangeur und Musikpädagoge
- Schäfer, Ulli (* 1983), deutscher Politiker (CDU), Landrat im Landkreis Greiz
- Schäfer, Ulrich (* 1940), deutscher Fußballfunktionär
- Schäfer, Ulrich (* 1967), deutscher Wirtschaftsjournalist
- Schäfer, Ulrike (* 1965), deutsche Schriftstellerin
- Schäfer, Ulrike (* 1967), deutsche Fußballspielerin
- Schäfer, Ute (* 1954), deutsche Politikerin (SPD), MdL
- Schäfer, Ute (* 1967), deutsche Triathletin und Duathletin
- Schäfer, Uwe, deutscher Kameramann
- Schäfer, Uwe (1963–2004), deutscher Automobilrennfahrer
- Schäfer, Uwe (* 1965), deutscher Maler

###### Schafer, V
- Schäfer, Valentin (1592–1666), deutscher Politiker, Dresdner Ratsherr und Bürgermeister
- Schäfer, Valentin (1882–1938), deutscher Politiker (SPD)
- Schäfer, Volker (1935–2025), deutscher Historiker und Archivar

###### Schafer, W
- Schäfer, Walter (1903–1979), deutscher Theologe
- Schäfer, Walter (1906–2001), deutscher Verwaltungsjurist und Landrat
- Schäfer, Walter (1910–1984), deutscher Schulleiter
- Schäfer, Walter Erich (1901–1981), deutscher Dramaturg und Generalintendant
- Schäfer, Wendel (* 1940), deutscher Schriftsteller
- Schäfer, Werner (1904–1973), deutscher SA-Führer und KZ-Kommandant
- Schäfer, Werner (1912–2000), deutscher Virologe
- Schäfer, Werner (1925–1992), deutscher Offizier
- Schäfer, Werner (* 1952), deutscher Boxer
- Schäfer, Wilfried (1951–2003), deutscher Physiker und Hochschullehrer
- Schäfer, Wilhelm (1868–1952), deutscher Schriftsteller
- Schäfer, Wilhelm (* 1874), Landwirt und Politiker (NSDAP)
- Schäfer, Wilhelm (1881–1968), deutscher Pädagoge
- Schäfer, Wilhelm (1884–1944), banatschwäbischer römisch-katholischer Geistlicher und Märtyrer
- Schäfer, Wilhelm (1896–1933), Landtagsabgeordneter Volksstaat Hessen
- Schäfer, Wilhelm (1902–1979), deutscher Politiker (NSDAP), Landrat
- Schäfer, Wilhelm (1911–1961), deutscher SS-Obersturmführer und Kriegsverbrecher
- Schäfer, Wilhelm (1912–1981), deutscher Paläontologe und Zoologe
- Schäfer, Wilhelm (* 1954), deutscher Informatiker und Hochschullehrer
- Schäfer, Willy (1913–1980), Schweizer Feldhandballspieler
- Schäfer, Willy (* 1927), deutscher DBD-Funktionär, MdV
- Schäfer, Willy (* 1931), deutscher Radrennfahrer
- Schäfer, Willy (1933–2011), deutscher Schauspieler und Synchronsprecher
- Schäfer, Winfried (* 1950), deutscher Fußballspieler und -trainerWinfried Schäfer (* 1950)

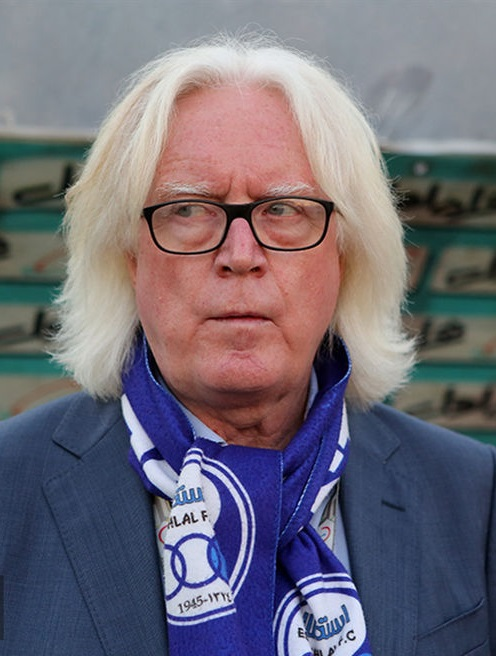
Winfried Schäfer (* 1950)

- Schäfer, Wolf (1941–2020), deutscher Wirtschaftswissenschaftler
- Schäfer, Wolf (* 1942), deutsch-US-amerikanischer Historiker
- Schäfer, Wolfgang (* 1944), deutscher Jurist
- Schäfer, Wolfgang (* 1945), deutscher Chorleiter und Professor für Chorleitung
- Schäfer, Wolfgang (* 1957), deutscher Ingenieur und Politiker (SPD), MdL
- Schäfer, Wolfgang (* 1958), deutscher Fußballspieler

###### Schafer, Y
- Schäfer, Yvonne (* 1975), deutsche Schauspielerin

##### Schafer-

###### Schafer-B
- Schäfer-Betz, Pauline (* 1997), deutsche KunstturnerinPauline Schäfer-Betz (* 1997)

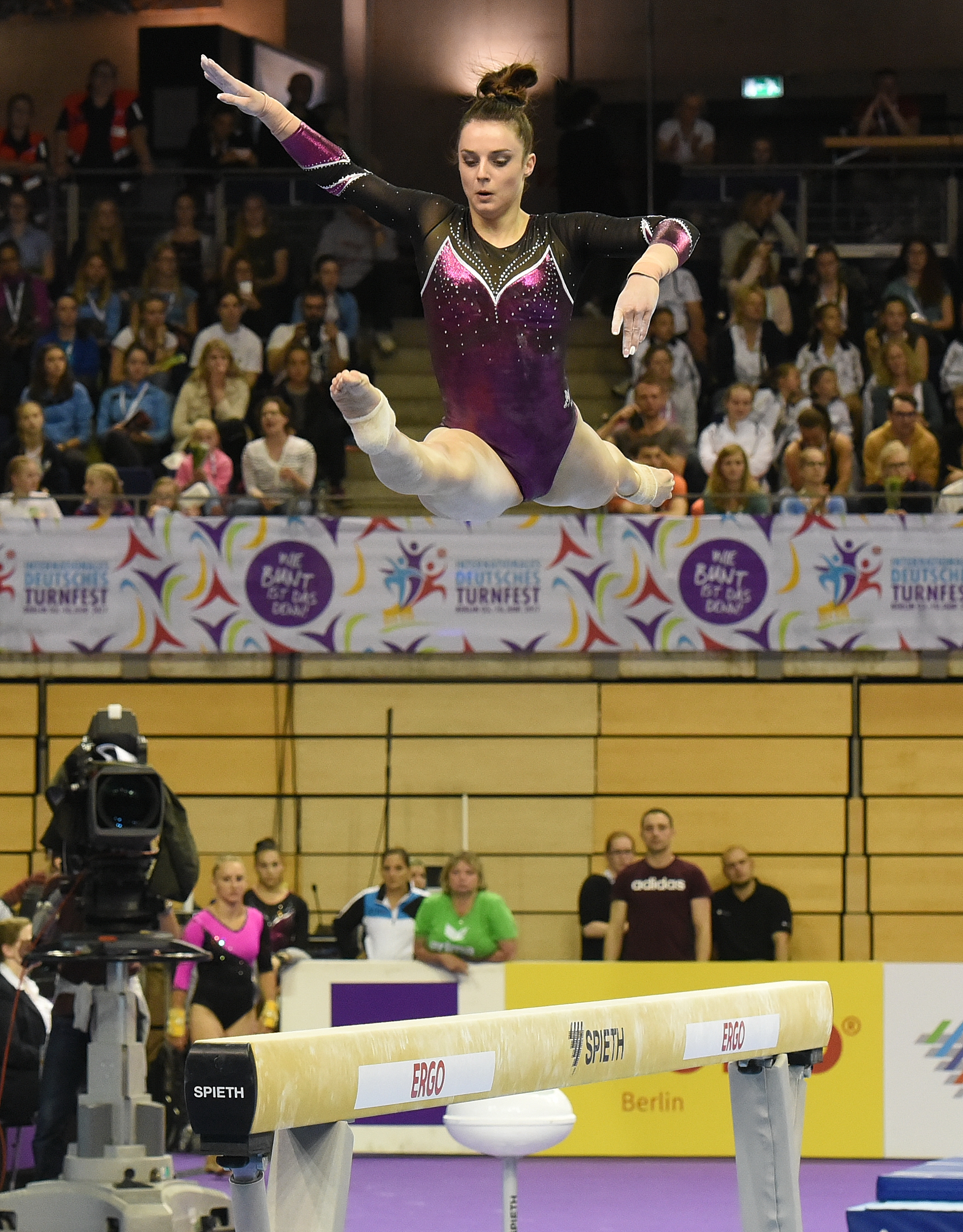
Pauline Schäfer-Betz (* 1997)

- Schäfer-Bongwald, Anja (* 1966), deutsche Ruderin

###### Schafer-E
- Schäfer-Elmayer, Thomas (* 1946), österreichischer Autor und Leiter der Tanzschule Elmayer

###### Schafer-F
- Schäfer-Frischmann, Heidi (* 1951), deutsche Unternehmerin und Autorin

###### Schafer-G
- Schäfer-Grohe, Ludwig (1909–1983), deutscher Maler, Zeichner und Lithograph
- Schäfer-Gümbel, Thorsten (* 1969), deutscher Politiker (SPD), MdL

###### Schafer-H
- Schäfer-Hansen, Heinrich-Christian (1901–1977), deutscher Kaufmann, Politiker (NSDAP), MdR und SA-Führer

###### Schafer-K
- Schäfer-Korting, Monika (* 1952), deutsche Pharmakologin, Toxikologin und Hochschullehrerin
- Schäfer-Kunz, Jan (* 1964), deutscher Ingenieur und Wirtschaftswissenschaftler

###### Schafer-N
- Schäfer-Nathan, Steffie (1895–1972), deutsche Grafikerin und Illustratorin

###### Schafer-R
- Schäfer-Rudolf, Claudia (* 1970), deutsche Kommunalpolitikerin (CSU)

###### Schafer-T
- Schäfer-Tsahe, Yao (* 1973), deutscher Basketballspieler

##### Schaferd
- Schäferdiek, Knut (1930–2010), deutscher Theologe
- Schäferdiek, Willi (1903–1993), deutscher Schriftsteller

##### Schaferh
- Schäferhoff, Melchior (1747–1821), Abt des Klosters Bredelar

##### Schaferk
- Schäferkordt, Anke (* 1962), deutsche Managerin
- Schäferkordt, Vera (1924–1987), deutsche Schwimmerin und Olympiateilnehmerin

##### Schaferm
- Schäfermeier, Veit (* 1977), deutscher Musicaldarsteller

##### Schafers
- Schäfers, Bernhard (* 1939), deutscher Soziologe
- Schäfers, Hans-Joachim (* 1957), deutscher Arzt, Herzchirurg, Thoraxchirurg, Gefäßchirurg
- Schäfers, Joseph (* 1878), deutscher katholischer Theologe
- Schäfers, Karin (1939–2006), deutsche Badmintonspielerin
- Schäfers, Reinhard (* 1950), deutscher Diplomat und Botschafter der Bundesrepublik Deutschland in Italien
- Schäfers, Wolfgang (* 1965), deutscher Manager
- Schafersman, Steven (* 1948), amerikanischer Mikropaläontologe und Petrologe

##### Schafert
- Schäfertöns, Reinhard (* 1966), deutscher Kirchenmusiker, Musiktheoretiker und Hochschullehrer

### Schaff
- Schaff, Adam (1913–2006), polnischer Philosoph
- Schaff, Bodo (* 1948), deutscher Diplomat
- Schaff, Frank (* 1965), deutscher Schauspieler, Synchronsprecher, Synchronregisseur und DialogbuchautorFrank Schaff (* 1965)

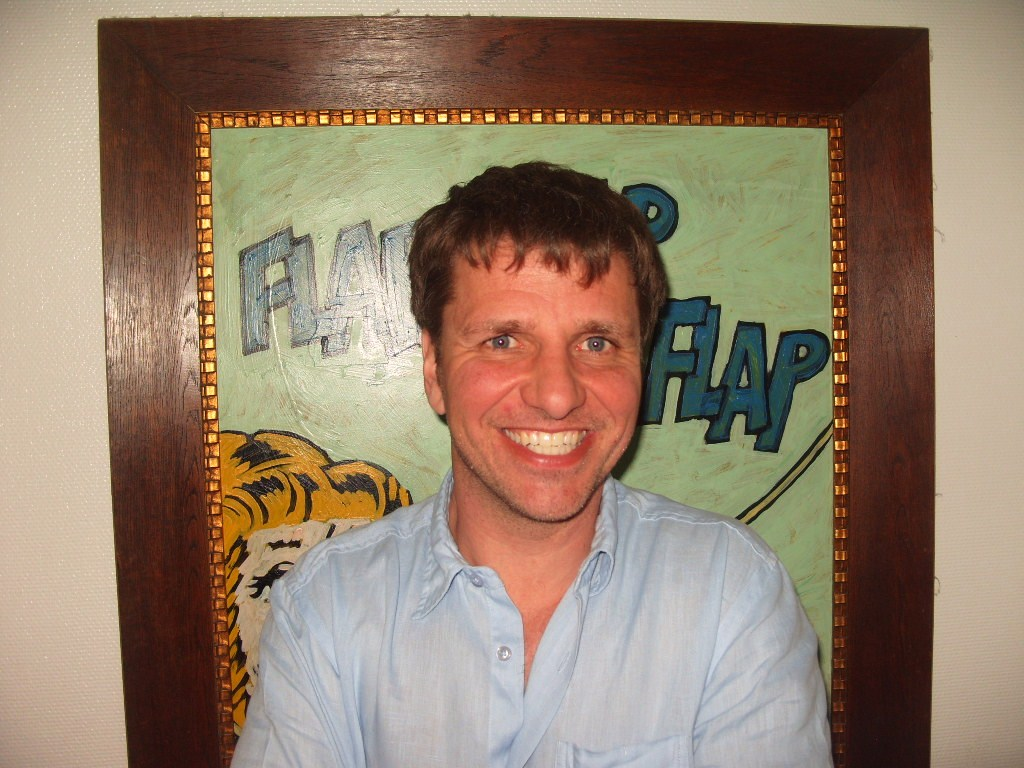
Frank Schaff (* 1965)

- Schäff, Karl (1901–1985), deutscher Ingenieur und Manager
- Schaff, Michael (* 1989), deutscher Regisseur, Kameramann und Editor
- Schaff, Philip († 1893), deutsch-US-amerikanischer protestantischer Theologe und Kirchenhistoriker
- Schäff-Zerweck, Heinrich (1862–1937), deutscher Maler, Zeichner und Schriftsteller

#### Schaffa
- Schaffalitzky de Muckadell, Cai (1877–1972), dänischer Seeoffizier und Autor
- Schaffalitzky von Muckadell, Bernhard (1591–1641), schwedischer Generalmajor und Württemberger Diplomat im Dreißigjährigen Krieg
- Schaffar, Wolfram (* 1969), deutscher Politikwissenschaftler, Entwicklungsforscher sowie Südost- und Ostasienwissenschaftler
- Schaffarczyk, Herbert (1901–1979), deutscher Diplomat
- Schaffartzik, Heiko (* 1984), deutscher BasketballspielerHeiko Schaffartzik (* 1984)

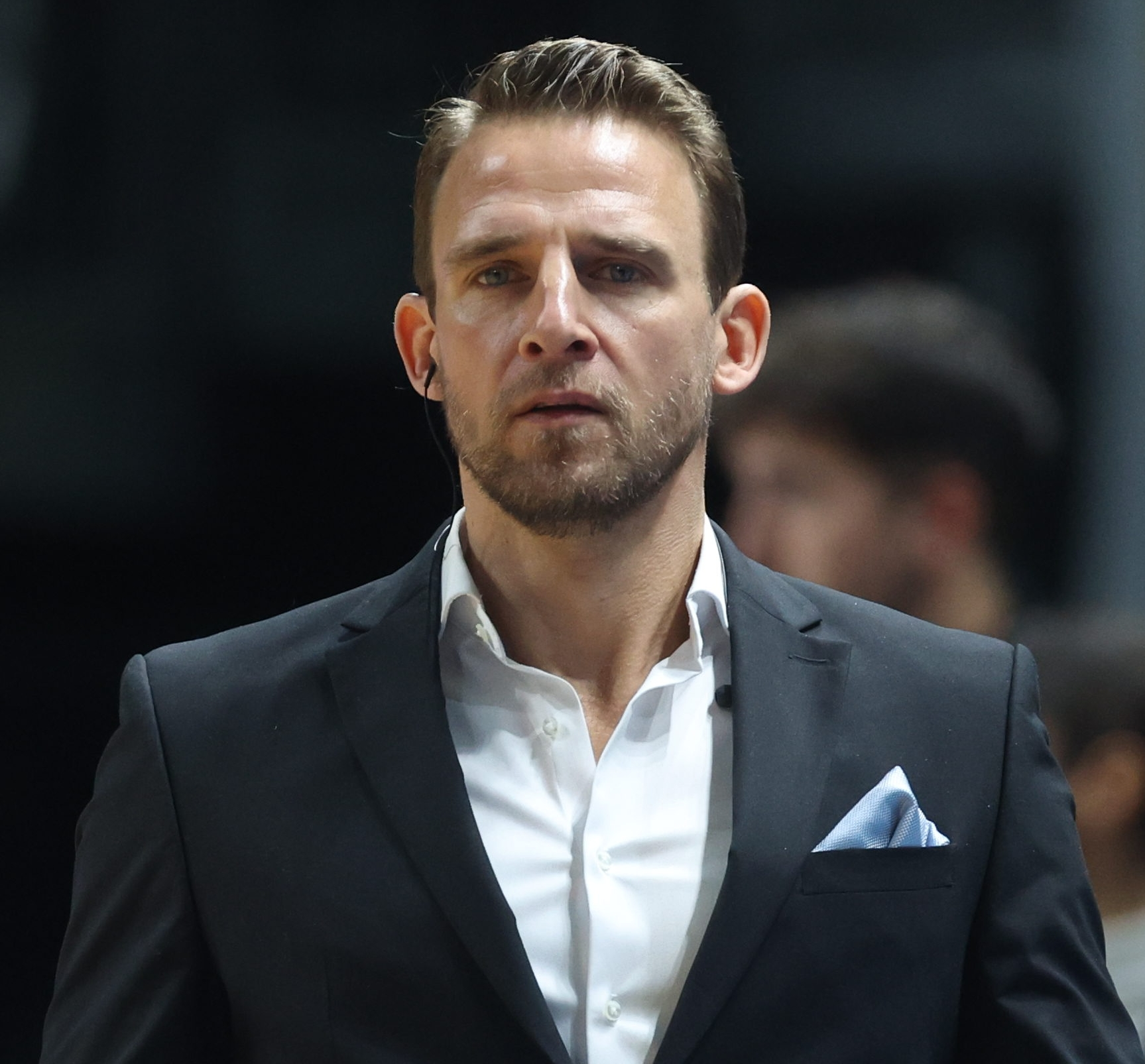
Heiko Schaffartzik (* 1984)

- Schaffartzik, Kevin (* 1988), deutscher Basketballspieler
- Schaffartzik, Walter (* 1951), deutscher Mediziner
- Schäffauer, Markus Klaus (* 1965), deutscher Romanist

#### Schaffe
- Schaffelaar, Jan van († 1482), niederländischer Volksheld
- Schaffeld, Axel (1904–1932), deutscher Maschinenbaustudent, NS-Hochschulgruppen- und SA-Sturmführer
- Schaffeld, Bernhard (1851–1924), deutscher Reichsgerichtsrat
- Schaffeld, Norbert (* 1955), deutscher Anglist
- Schaffeld, Ralf (* 1959), deutscher Fußballspieler
- Schaffeld, Timo (* 1996), deutscher Amateursportler im Bereich Triathlon
- Schaffelhuber, Anna (* 1993), deutsche Monoskifahrerin
- Schaffen, Gabel (1582–1650), Abt des Klosters Grafschaft (1612–1633)
- Schäffenacker, Helmut Friedrich (1921–2010), deutscher Maler, Bildhauer und Keramiker
- Schaffenberger, Kurt (1921–2002), US-amerikanischer Comiczeichner
- Schaffenrath, Florian (* 1978), österreichischer Altphilologe
- Schaffenrath, Maria (* 1951), österreichische Lehrerin und Politikerin (LIF), Abgeordnete zum Nationalrat
- Schäffer von Bernstein, August (1832–1889), hessischer Offizier und Hofstallmeister
- Schäffer von Bernstein, Friedrich (1868–1958), preußischer Generalmajor
- Schaffer von Schäffersfeld, Anton (1835–1910), österreichischer General
- Schäffer, Adalbert (1815–1871), ungarischer Genre-, Porträt- und Stilllebenmaler
- Schaffer, Adolf (1840–1905), österreichischer Politiker und Theaterintendant
- Schaffer, Akiva (* 1977), US-amerikanischer Drehbuchautor, Regisseur, Produzent, Filmeditor, Schauspieler und SongwriterAkiva Schaffer (* 1977)

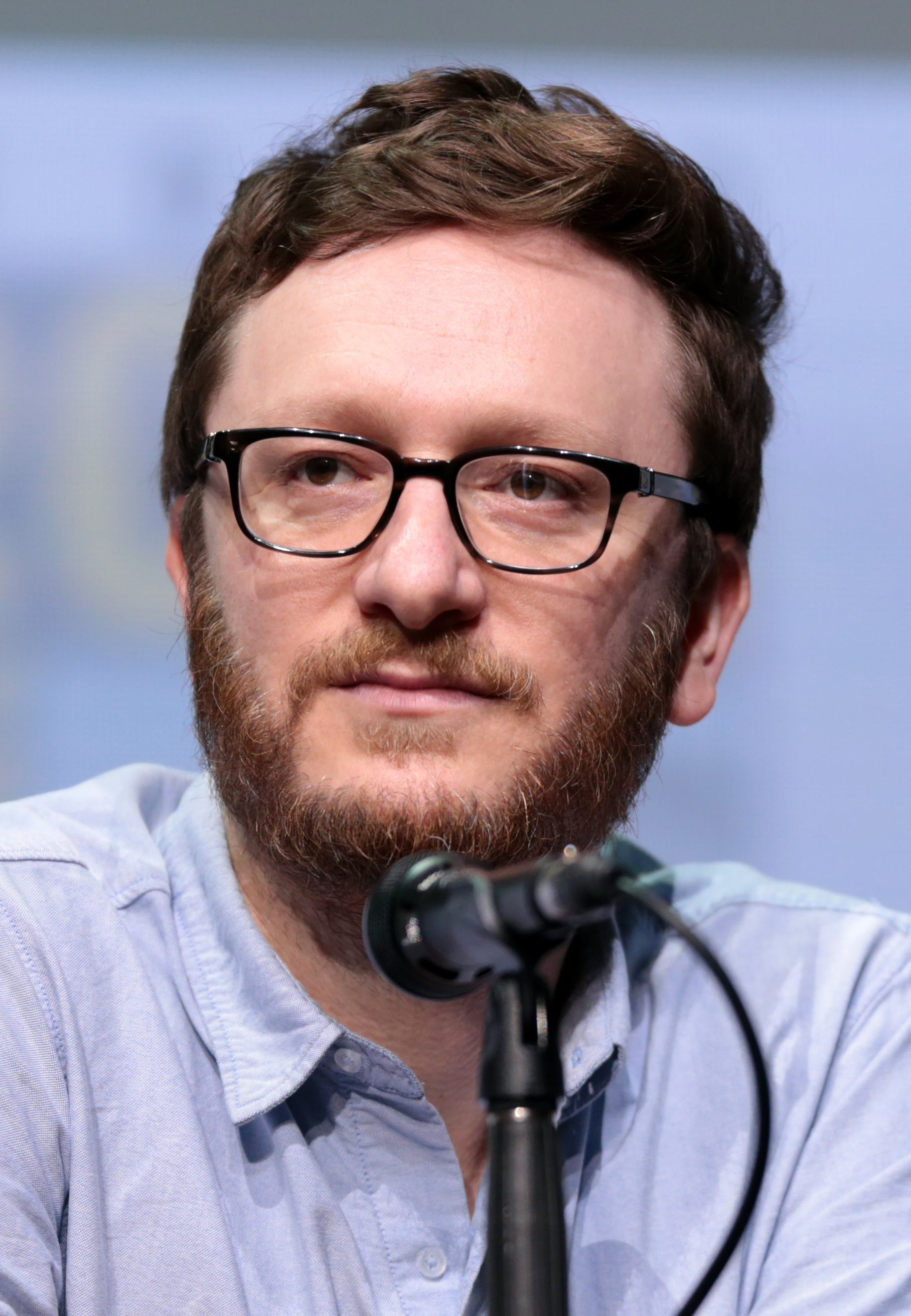
Akiva Schaffer (* 1977)

- Schäffer, Alexander (1844–1890), deutscher Zivilingenieur
- Schäffer, Alfons (1923–1984), deutscher Politiker (CSU)
- Schaffer, Alfréd (1893–1945), ungarischer Fußballspieler und Trainer
- Schaffer, Alfred (* 1973), niederländischer Dichter
- Schäffer, Andreas (* 1955), deutscher Umweltchemiker
- Schäffer, Andreas (* 1984), deutscher Fußballspieler
- Schäffer, Anna (1882–1925), deutsche Mystikerin und katholische HeiligeAnna Schäffer (1882–1925)

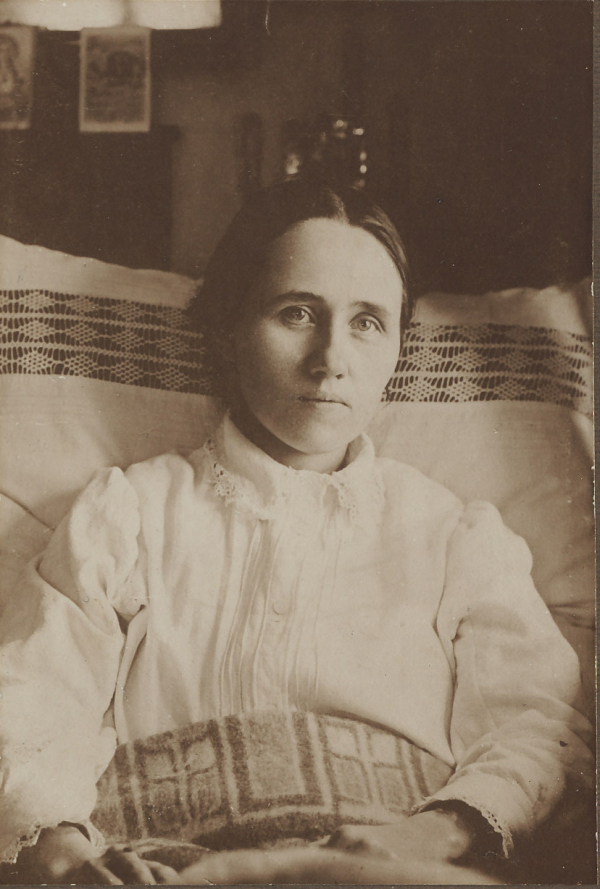
Anna Schäffer (1882–1925)

- Schäffer, Antje Marta (* 1980), deutsche Sopranistin und Schauspielerin
- Schäffer, Anton (1722–1801), deutscher Medailleur und Münzmeister in der Kurpfalz
- Schaffer, August (1905–1986), österreichischer Radrennfahrer
- Schäffer, Bernhard (1823–1877), deutscher Erfinder und Unternehmer
- Schaffer, Bernhard (1949–2017), österreichischer Autor
- Schaffer, Bob (* 1962), US-amerikanischer Politiker
- Schäffer, Burkhard (* 1959), deutscher Pädagoge
- Schäffer, Christian (1805–1896), Bürgermeister und Abgeordneter
- Schäffer, Christoph († 1637), Zisterzienser-Abt von Heiligenkreuz
- Schaffer, Claus (* 1969), deutscher Politiker (AfD)
- Schäffer, Clemens (1629–1693), österreichischer Zisterzienser und Abt
- Schaffer, Eduard (1921–2017), deutscher Fußballspieler
- Schaffer, Emanuel (1923–2012), israelischer Fußballtrainer
- Schäffer, Emmerich (1931–1999), deutscher Schauspieler
- Schäffer, Ernst (1812–1878), Landtagsabgeordneter Waldeck
- Schäffer, Eugen Eduard (1802–1871), deutscher Zeichner und Lithograf
- Schäffer, Florian (* 1971), deutscher Sachbuchautor
- Schäffer, Frank (1952–2024), deutscher Fußballspieler und Sänger
- Schaffer, Frank (* 1958), deutscher Leichtathlet und Olympiamedaillengewinner
- Schaffer, Franz (1937–2020), deutscher Geograph
- Schaffer, Franz Albert (1895–1969), österreichischer Politiker (ÖVP), Mitglied des Bundesrates
- Schaffer, Franz Xaver (1876–1953), österreichischer Geologe und Paläontologe
- Schäffer, Friedrich August (1800–1867), deutscher Pädagoge und Fachautor
- Schäffer, Friedrich Rudolph (1690–1748), deutscher Beamter und Rittergutsbesitzer
- Schäffer, Fritz (1888–1967), deutscher Politiker (BVP, CSU), MdL, MdBFritz Schäffer (1888–1967)

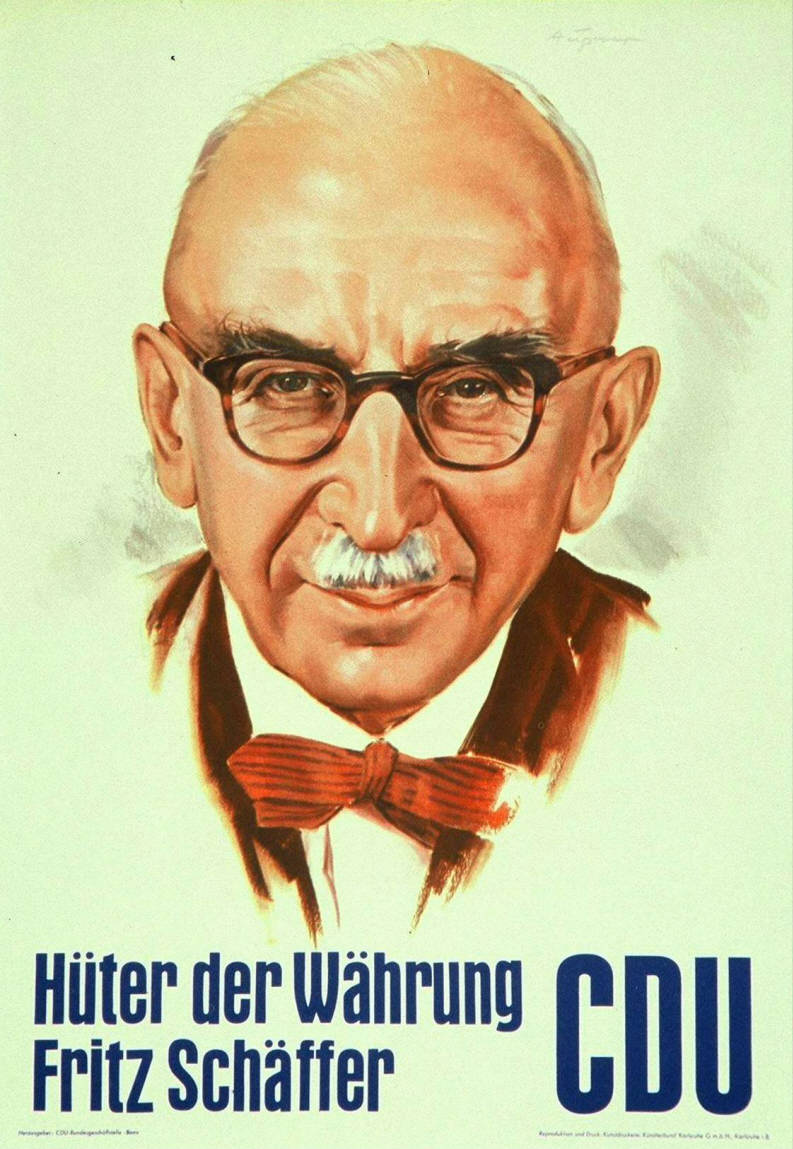
Fritz Schäffer (1888–1967)

- Schäffer, Georg Anton (1779–1836), deutscher Arzt im Dienst der Russisch-Amerikanischen Handelskompanie
- Schaffer, Gerhard (1922–2007), deutscher Agrarwissenschaftler und Hochschullehrer
- Schäffer, Gerhard (* 1942), österreichischer Politiker (ÖVP), Abgeordneter zum Nationalrat
- Schäffer, Gottfried (1927–1984), deutscher Apotheker, Stadtrat sowie Kreis- und später Stadtheimatpfleger Passaus
- Schaffer, Gustav (1881–1937), deutscher Maler und Grafiker
- Schaffer, Hanne (* 1959), deutsche Soziologin
- Schäffer, Hans (1886–1967), deutscher Verwaltungsjurist und Ministerialbeamter
- Schäffer, Hans (1918–2006), deutscher Schauspieler und Hörspielsprecher
- Schaffer, Harry (* 1963), Schweizer Künstler und Innenarchitekt
- Schäffer, Hedwig (1879–1963), deutsche Kunstmalerin
- Schäffer, Heinrich (1811–1877), Bürgermeister und Mitglied der kurhessischen Ständeversammlung
- Schaffer, Heinrich (1895–1962), österreichisch-französischer Rechtsanwalt, Erzähler und Lyriker
- Schaffer, Heinrich (* 1917), deutscher Fußballspieler
- Schäffer, Heinz (1941–2008), österreichischer Verfassungsjurist
- Schaffer, Hermann (1831–1914), deutscher katholischer Geistlicher und Schriftsteller
- Schäffer, Hermann (* 1940), deutscher Kirchenmusiker und Hochschulrektor
- Schaffer, Horst-Michael (* 1971), österreichischer Jazzmusiker und Komponist
- Schäffer, Hugo (1875–1945), deutscher Jurist und Politiker, Reichsminister
- Schäffer, Ine (1923–2009), österreichische Leichtathletin

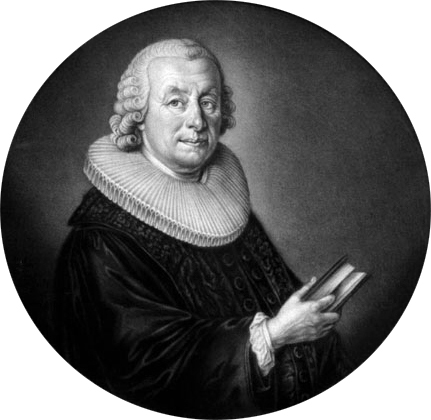
Jacob Christian Schäffer (1718–1790)

- Schäffer, Jacob Christian (1718–1790), deutscher evangelischer Superintendent, Extraordinarius, Botaniker, Entomologe und Ornithologe in RegensburgJacob Christian Schäffer (1718–1790)
- Schäffer, Jacob Christian Gottlieb von (1752–1826), deutscher Arzt
- Schäffer, Jacob Georg (1745–1814), deutscher Oberamtmann und erster moderner Kriminalist in Württemberg
- Schäffer, Jan (* 1990), deutscher Handballspieler
- Schaffer, Janne (* 1945), schwedischer Komponist und Gitarrist
- Schäffer, Johann Balthasar (1684–1750), deutscher Augustinermönch und Tanzmeister
- Schäffer, Johann Friedrich, deutscher Orgelbauer
- Schäffer, Johann Jakob (1751–1819), deutscher evangelisch-lutherischer Geistlicher und Hauptpastor in Hamburg
- Schäffer, Johann Ulrich Gottlieb von (1753–1829), deutscher Arzt
- Schäffer, Johannes (1797–1862), deutscher Schreinermeister, Landtagsabgeordneter Waldeck
- Schaffer, Jon (* 1968), US-amerikanischer GitarristJon Schaffer (* 1968)

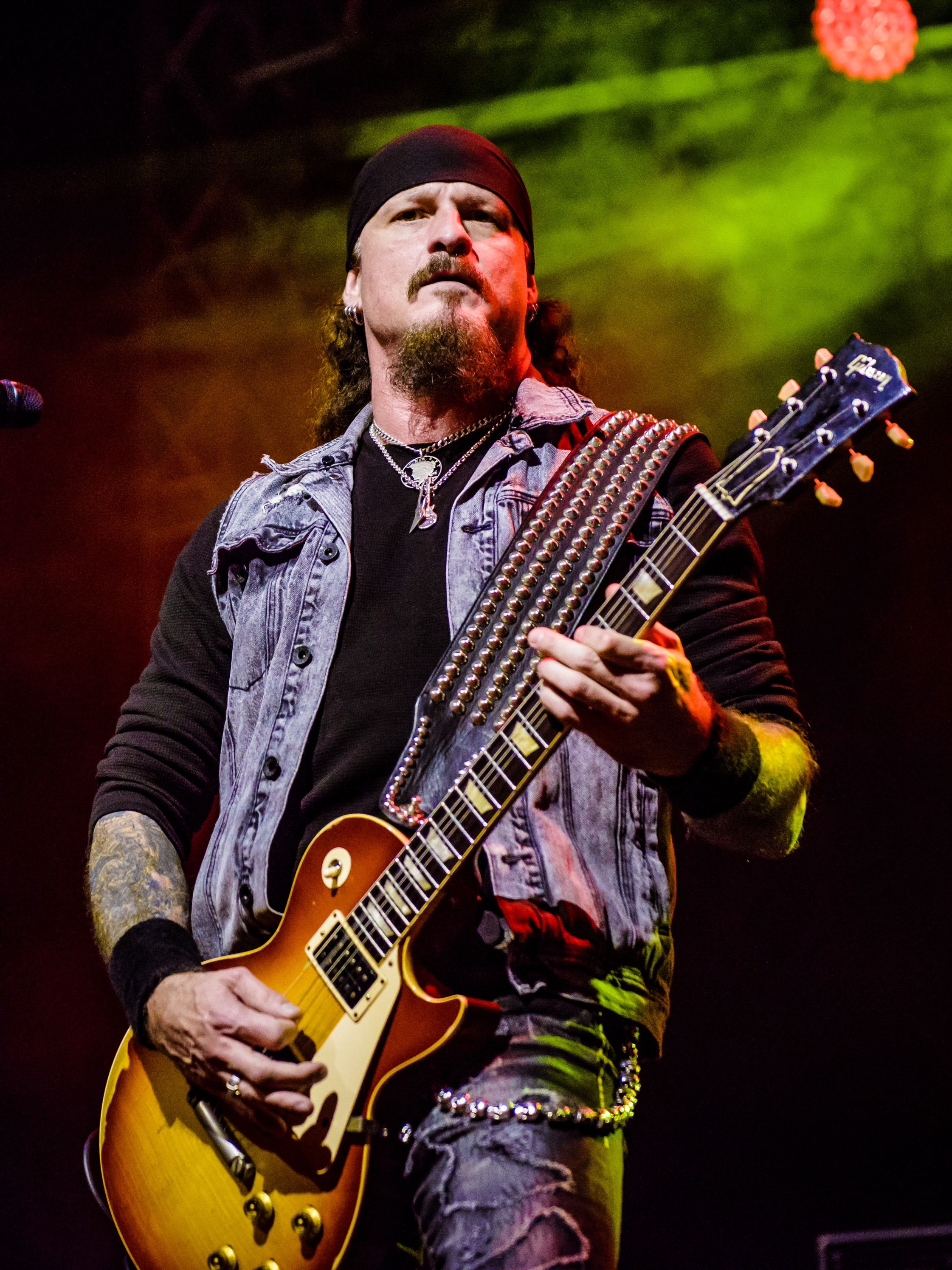
Jon Schaffer (* 1968)

- Schaffer, Jonathan, US-amerikanischer Philosoph
- Schaffer, Josef (1861–1939), österreichischer Histologe
- Schaffer, Josef (1862–1938), österreichisch-tschechoslowakischer Architekt
- Schäffer, Josef (* 1891), österreichischer Zehnkämpfer, Kugelstoßer, Diskuswerfer und Stabhochspringer
- Schäffer, Jost Friedrich († 1723), deutscher Orgelbauer
- Schäffer, Julius (1823–1902), deutscher Musiker, Dirigent und Komponist
- Schäffer, Julius (1882–1944), deutscher Lehrer und Mykologe
- Schäffer, Justus Wilhelm (1784–1859), Oberberginspektor und Mitglied des kurhessischen Landtags
- Schäffer, Karl Friedrich der Ältere († 1781), deutscher Bildhauer
- Schäffer, Karl Friedrich der Jüngere (1779–1837), deutscher Architekt des Klassizismus und Hochschullehrer an der Kunstakademie Düsseldorf
- Schäffer, Karl Friedrich Ludwig (1746–1817), deutscher Jurist und Musiker
- Schäffer, Karl Friedrich von (1808–1888), deutscher Psychiater
- Schäffer, Karl-August (1925–1997), deutscher Mathematiker und Hochschullehrer
- Schäffer, Konrad von (1770–1838), badischer Generalleutnant und Kriegsminister
- Schaffer, Kurt (1928–2013), österreichischer Volksmusiksänger, Jazz-Musiker, Multiinstrumentalist und Songschreiber
- Schäffer, László (1893–1979), ungarischer Kameramann
- Schäffer, Marie (* 1990), deutsche Politikerin (Bündnis 90/Die Grünen), MdL
- Schäffer, Mary (1861–1939), US-amerikanisch-kanadische Entdeckerin
- Schäffer, Michael (* 1968), deutscher Curler
- Schaffer, Nikolaus (* 1951), österreichischer Kunsthistoriker
- Schäffer, Norbert (* 1964), deutscher Biologe, Natur- und Umweltschützer
- Schäffer, Otto (1826–1888), Oberbürgermeister von Weimar
- Schaffer, Paul (1875–1946), deutscher Politiker (SPD)
- Schäffer, Paul Leonard (* 1987), deutscher Komponist, Dirigent und Pianist
- Schaffer, Philipp, deutscher Winzer; erster Winzer in Australien
- Schäffer, Rike (* 1977), deutsche Schauspielerin
- Schaffer, Rosa († 1931), österreichische Kosmetikunternehmerin
- Schäffer, Sebastian Georg (1828–1901), deutscher katholischer Geistlicher und Generalpräses des Internationalen Kolpingwerkes
- Schaffer, Simon (* 1955), britischer Wissenschaftshistoriker
- Schäffer, Sylvester junior (1885–1949), deutscher Artist und Stummfilmschauspieler der 1920er-Jahre
- Schäffer, Theodor (1839–1914), deutscher Bauingenieur, hessischer Baubeamter und Hochschullehrer
- Schäffer, Thomas (* 1957), deutscher Kultur- und Medienmanager, Autor und Musiker
- Schaffer, Ulrich (* 1942), deutscher Schriftsteller, Lyriker und Fotograf
- Schäffer, Ulrich (* 1958), deutscher Fußballspieler
- Schäffer, Utz (* 1966), deutscher Wirtschaftswissenschaftler
- Schäffer, Valentin (* 1931), ungarischer Ingenieur sowie Motorenentwickler Porsche AG
- Schäffer, Verena (* 1986), deutsche Politikerin (Bündnis 90/Die Grünen), MdL
- Schäffer, Wilhelm (1861–1917), Landtagsabgeordneter Waldeck
- Schäffer, Wilhelm (1891–1976), deutscher bildender Künstler
- Schäffer, Wilhelm (* 1954), deutscher politischer Beamter
- Schäffer, Wilhelm Friedrich (1750–1831), deutscher evangelischer Geistlicher und Theologe
- Schaffer, Wolfgang (1933–2012), deutscher Jurist
- Schäffer, Wolfgang (* 1953), deutscher Radrennfahrer
- Schäffer, Zacharias (1572–1638), deutscher Komponist und Historiker sowie Professor der Beredsamkeit an der Universität Tübingen
- Schäffer-Bernstein, Friedrich von (1790–1861), General der Infanterie und Kriegsminister Großherzogtum Hessen
- Schaffer-Bernstein, Jenny (1888–1943), österreichische Theaterschauspielerin
- Schäffer-Bernstein, Johann Georg von (1757–1838), hessischer Generalleutnant
- Schaffer-Suchomel, Joachim (* 1951), deutscher Pädagoge und Autor im Bereich der Pseudowissenschaften
- Schafferer, Angelika (* 1948), österreichische Rennrodlerin
- Schafferer, Marco (* 1984), österreichisch-bosnischer Skirennläufer
- Schafferer, Thomas (* 1973), österreichischer Schriftsteller, Maler, Konzeptkünstler, Kulturvermittler, Journalist und Verleger
- Schaffernak, Friedrich (1881–1951), österreichischer Wasserbauingenieur, Hydrologe und Hochschullehrer
- Schaffernicht, Ludwig (* 1961), deutscher Schauspieler und Verleger
- Schaffers, Nestor (1826–1896), belgischer Landschaftsmaler (Düsseldorfer Schule) und Fotograf
- Schaffert, Hans (1918–2003), Schweizer evangelischer Geistlicher
- Schaffert, Wolfgang (* 1948), deutscher Mediziner
- Schaffert, Wolfgang (* 1955), deutscher Bundesrichter beim Bundesgerichtshof

#### Schaffg
- Schaffgotsch, Anton Ernst von (1804–1870), Bischof von Brünn
- Schaffgotsch, Anton Gotthard von (1721–1811), kaiserlicher Obersthofmarschall
- Schaffgotsch, Ceslaus Gotthard von (1726–1781), Generalvikar im Erzbistum Breslau
- Schaffgotsch, Christoph Leopold von (1623–1703), deutscher Soldat und Staatsmann
- Schaffgotsch, Franz (1902–1942), österreichischer Maler, Grafiker und Bühnenbildner
- Schaffgotsch, Franz Ernst von (1743–1809), Naturforscher, Mathematiker und Astronom
- Schaffgotsch, Franz Gotthard von (1816–1864), deutscher Chemiker, Mineraloge und Physiker

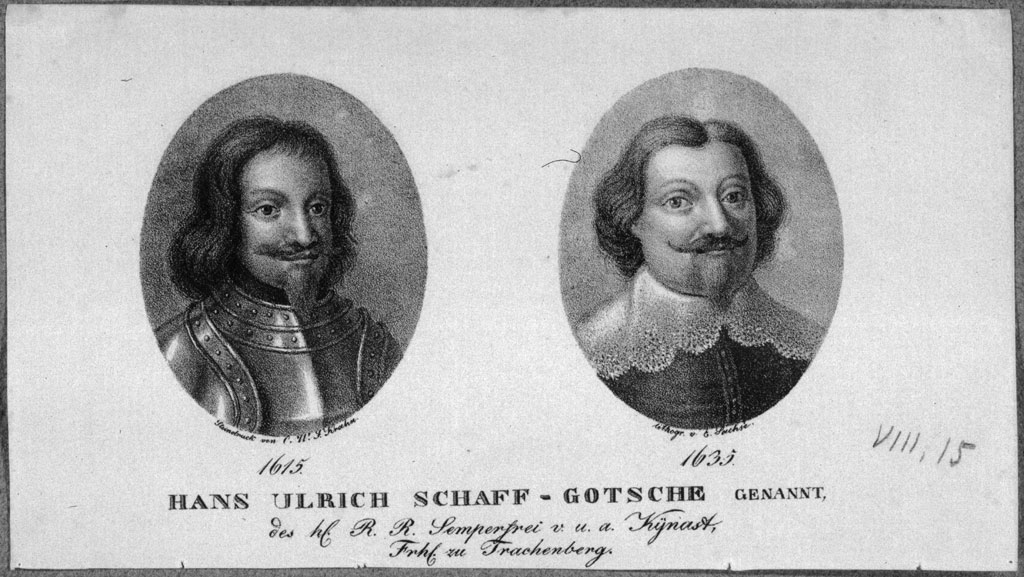
Hans Ulrich von Schaffgotsch (1595–1635)

- Schaffgotsch, Hans Ulrich von (1595–1635), Kaiserlicher General und Gefolgsmann Wallensteins während des Dreißigjährigen KriegesHans Ulrich von Schaffgotsch (1595–1635)
- Schaffgotsch, Hans Ulrich von (1831–1915), deutscher Montanindustrieller und Politiker, MdR
- Schaffgotsch, Johann Anton Gotthard von (1675–1742), Oberlandeshauptmann von Schlesien, Ritter des Ordens vom Goldenen Vlies
- Schaffgotsch, Johann Ernst Anton von (1685–1747), Kaiserlicher Rat (HRR), Oberstlandkämmerer und Statthalter von Böhmen
- Schaffgotsch, Johann Franz von (1792–1866), altösterreichischer General der Kavallerie
- Schaffgotsch, Johann Nepomuk von (1713–1775), preußischer Minister
- Schaffgotsch, Johann Prokop von (1748–1813), Generalvikar von Königgrätz; Weihbischof und Generalvikar von Prag; Bischof von Budweis
- Schaffgotsch, Johanna von (1842–1910), deutsche Unternehmerin und Adlige
- Schaffgotsch, Levin von (1854–1913), Landespräsident von Salzburg
- Schaffgotsch, Philipp Gotthard von (1716–1795), Fürstbischof von Breslau
- Schaffgotsch, Xaver (1890–1979), österreichischer Schriftsteller und Übersetzer

#### Schaffh
- Schaffhausen, Arne (* 1977), deutscher Techno-Produzent
- Schaffhauser, Jean-Luc (* 1955), französischer Politiker (FN), MdEP
- Schaffhäuser, Mathias, deutscher DJ, Labelinhaber, Journalist und Produzent im Bereich der elektronischen Tanzmusik
- Schaffhirt, Hieronymus (1530–1578), deutscher Papiermacher und Stadtrichter

#### Schaffl
- Schäffle, Albert (1831–1903), deutscher Volkswirt und Soziologe
- Schäffler, Alfredo (* 1941), österreichischer Geistlicher, emeritierter römisch-katholischer Bischof von Parnaíba
- Schäffler, Annette (* 1966), deutsche Animationsfilm-Produzentin
- Schäffler, August (1837–1891), deutscher Archivar und Historiker
- Schäffler, Erik (* 1961), deutscher Schauspieler, Sprecher, Produzent und Theaterautor
- Schäffler, Frank (* 1968), deutscher Politiker (FDP), MdBFrank Schäffler (* 1968)

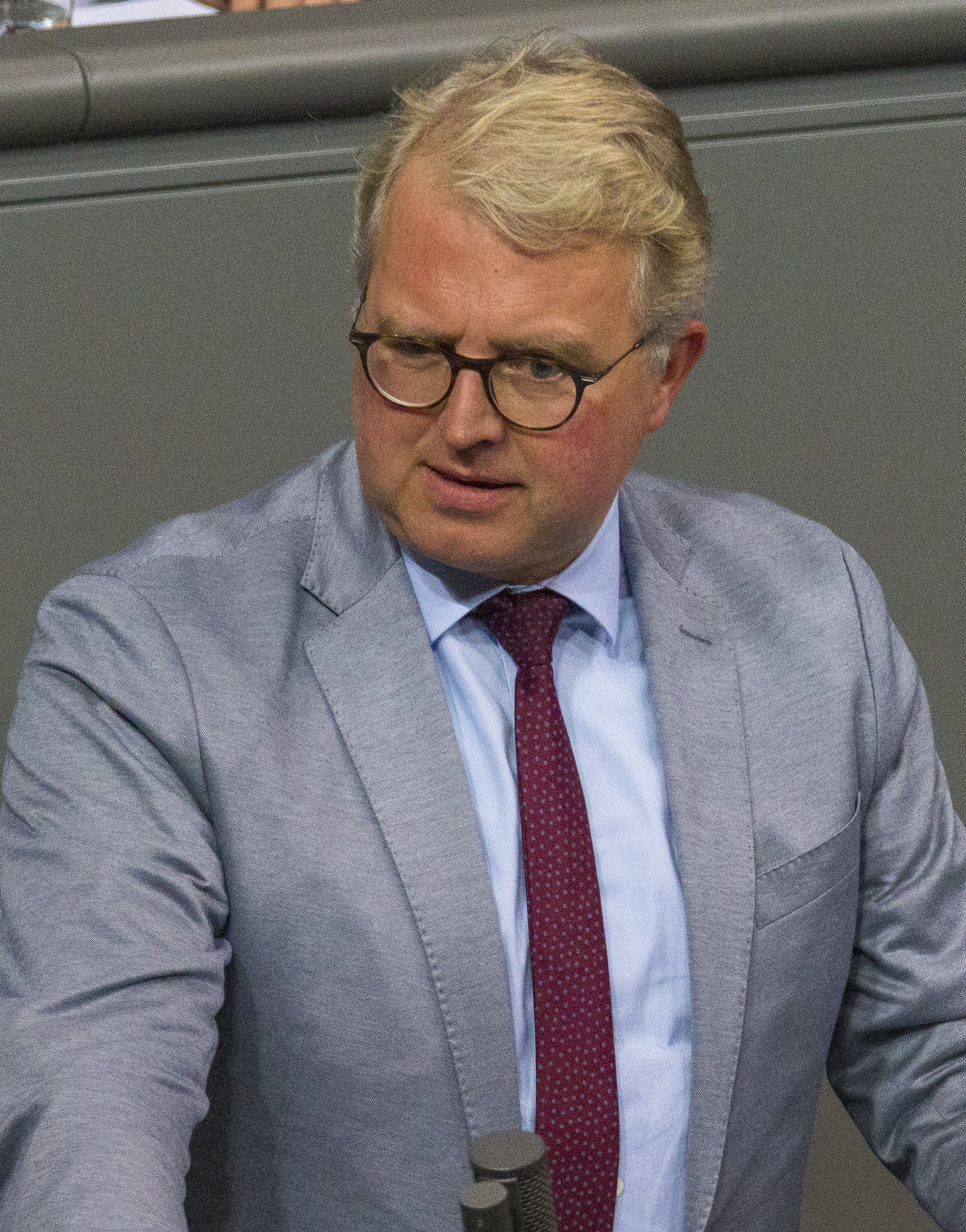
Frank Schäffler (* 1968)

- Schäffler, Franz (1848–1919), deutscher Architekt
- Schäffler, Johann (1935–2012), deutscher Manager
- Schäffler, Joseph (1937–2018), Schweizer Maler und Zeichner
- Schäffler, Manuel (* 1989), deutscher FußballspielerManuel Schäffler (* 1989)

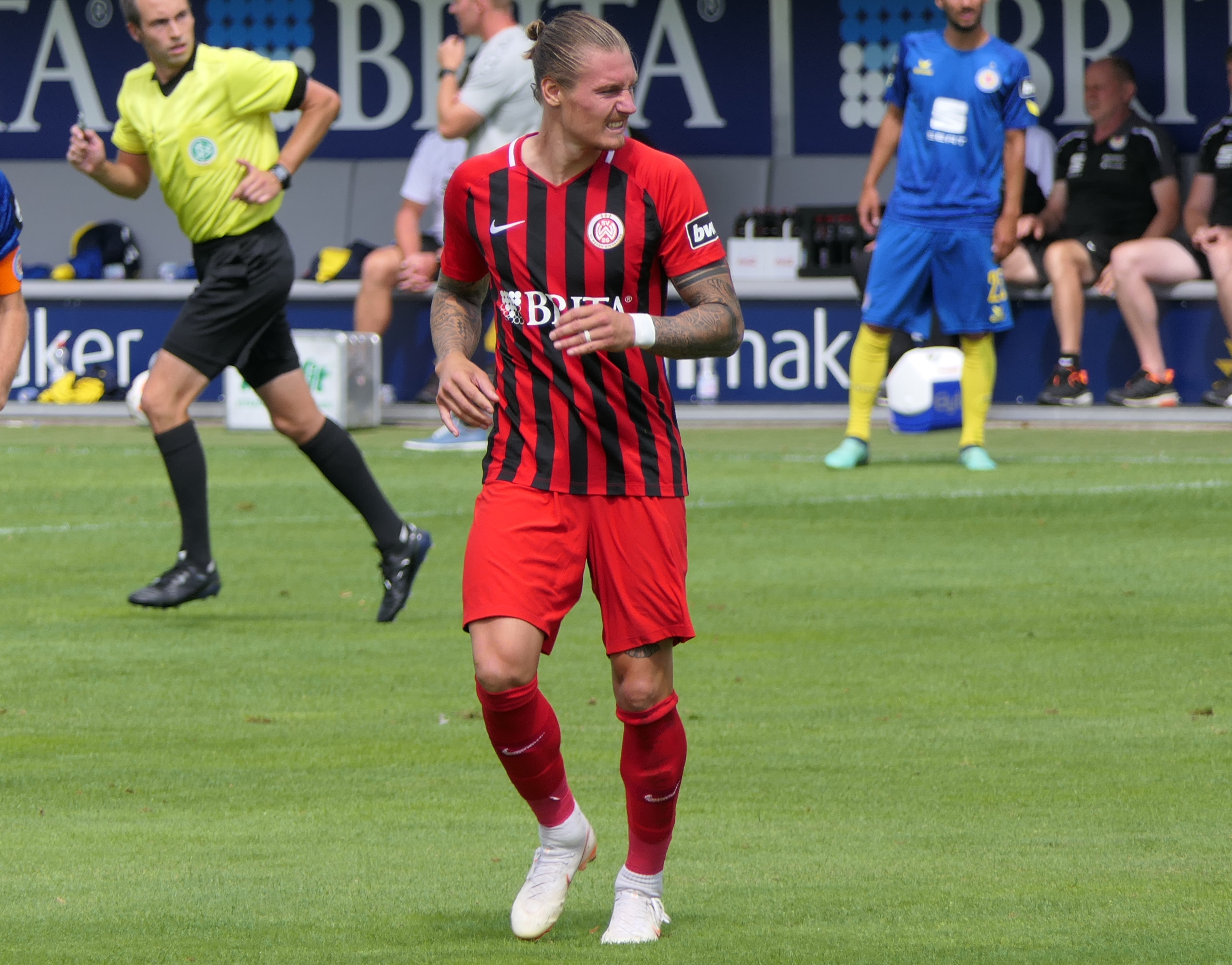
Manuel Schäffler (* 1989)

- Schäffler, Maximilian (* 1992), deutscher Eishockeyspieler
- Schäffler, Peter (* 1939), deutscher Fußballspieler
- Schäffler, Roman (1632–1686), deutscher Benediktiner und Abt
- Schäffler, Stefan (* 1960), deutscher Mathematiker, Ingenieur und Hochschullehrer
- Schäffler, Steffen (* 1968), deutscher Regisseur und Drehbuchautor
- Schäffler, Wilhelm (1856–1910), deutscher Politiker (SPD)
- Schäffler-Wolf, Ingeborg (1928–2015), deutsche Künstlerin
- Schafflützel, Kurt (1942–2009), Schweizer Jockey und Rennpferdetrainer

#### Schaffm
- Schaffmeister, Hubert (1928–2012), deutscher Glasmaler und Kunstprofessor

#### Schaffn
- Schaffner, Arndt (1946–2007), deutscher Fotograf und Filmemacher
- Schaffner, Barbara (* 1968), Schweizer Politikerin
- Schäffner, Christina (* 1950), deutsche Übersetzungswissenschaftlerin
- Schaffner, Christine (* 1979), Schweizer Mountainbike-Orientierungsfahrerin
- Schäffner, Daniel (* 1981), deutscher Politiker (SPD), MdL
- Schäffner, Elke (* 1970), deutsche Medizinerin
- Schaffner, Erich (* 1950), deutscher Schauspieler und Sänger
- Schäffner, Ewald (* 1948), deutscher Fußballspieler
- Schaffner, Franklin J. (1920–1989), US-amerikanischer FilmregisseurFranklin J. Schaffner (1920–1989)

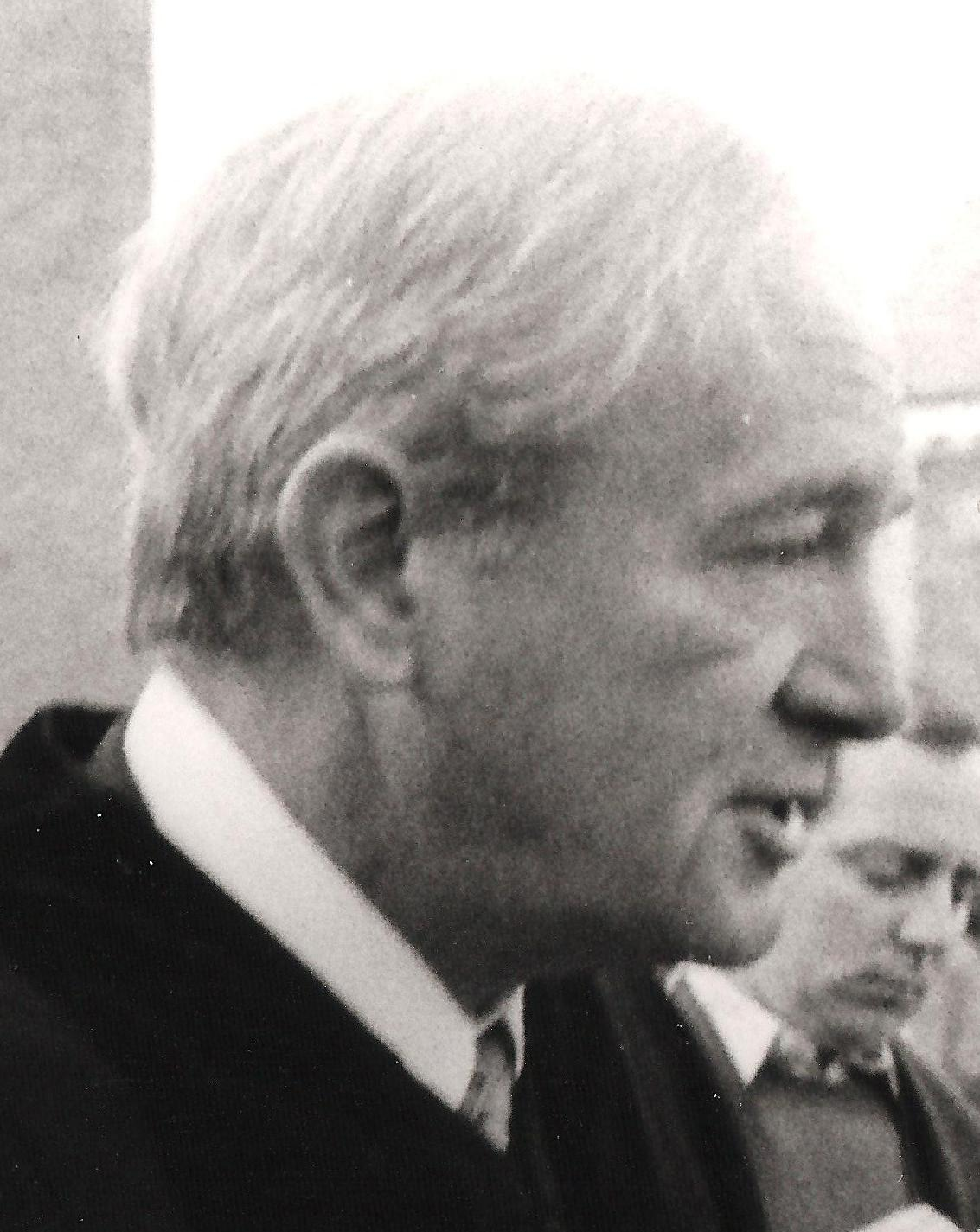
Franklin J. Schaffner (1920–1989)

- Schaffner, Franz (1876–1951), deutscher Marine- und Landschaftsmaler
- Schäffner, Franz (* 1942), deutscher Fußballspieler
- Schaffner, Hans (1908–2004), Schweizer Politiker (FDP)
- Schaffner, Jakob (1875–1944), Schweizer Schriftsteller
- Schaffner, Joseph (1887–1966), deutscher Politiker (SPD), MdR
- Schäffner, Karl (1931–1995), deutscher Fußballspieler und Fußballtrainer
- Schäffner, Lothar (* 1943), deutscher Erziehungswissenschaftler
- Schaffner, Marcel (1931–2012), Schweizer Maler und Kunstlehrer
- Schaffner, Maria Tabitha (1863–1932), Schweizer Frauenrechtlerin
- Schaffner, Martin, deutscher Maler und Bildschnitzer
- Schaffner, Martin (* 1940), Schweizer Historiker
- Schaffner, Max (1881–1960), deutscher Kunstmaler
- Schaffner, Moritz (* 1993), deutscher Radsportler
- Schaffner, Otto (1913–1978), römisch-katholischer Theologe und Hochschulprofessor in Passau
- Schaffner, Robert (1905–1979), luxemburgischer Politiker (DP) und Verbandsfunktionär
- Schaffner, Stefan, deutscher Indogermanist
- Schaffner, Susanne (* 1962), Schweizer Politikerin (SP)
- Schaffner, Walter (* 1944), Schweizer Molekularbiologe
- Schaffner, Wilhelm (1822–1907), Mitglied des preußischen Abgeordnetenhauses
- Schaffnit, Ernst (1878–1964), deutscher Phytomediziner
- Schaffnit, Karl (1849–1899), deutscher Lehrer, Schriftsteller und Mundartdichter

#### Schaffr
- Schaffran, Gerhard (1912–1996), deutscher Geistlicher, Bischof von Dresden-MeißenGerhard Schaffran (1912–1996)

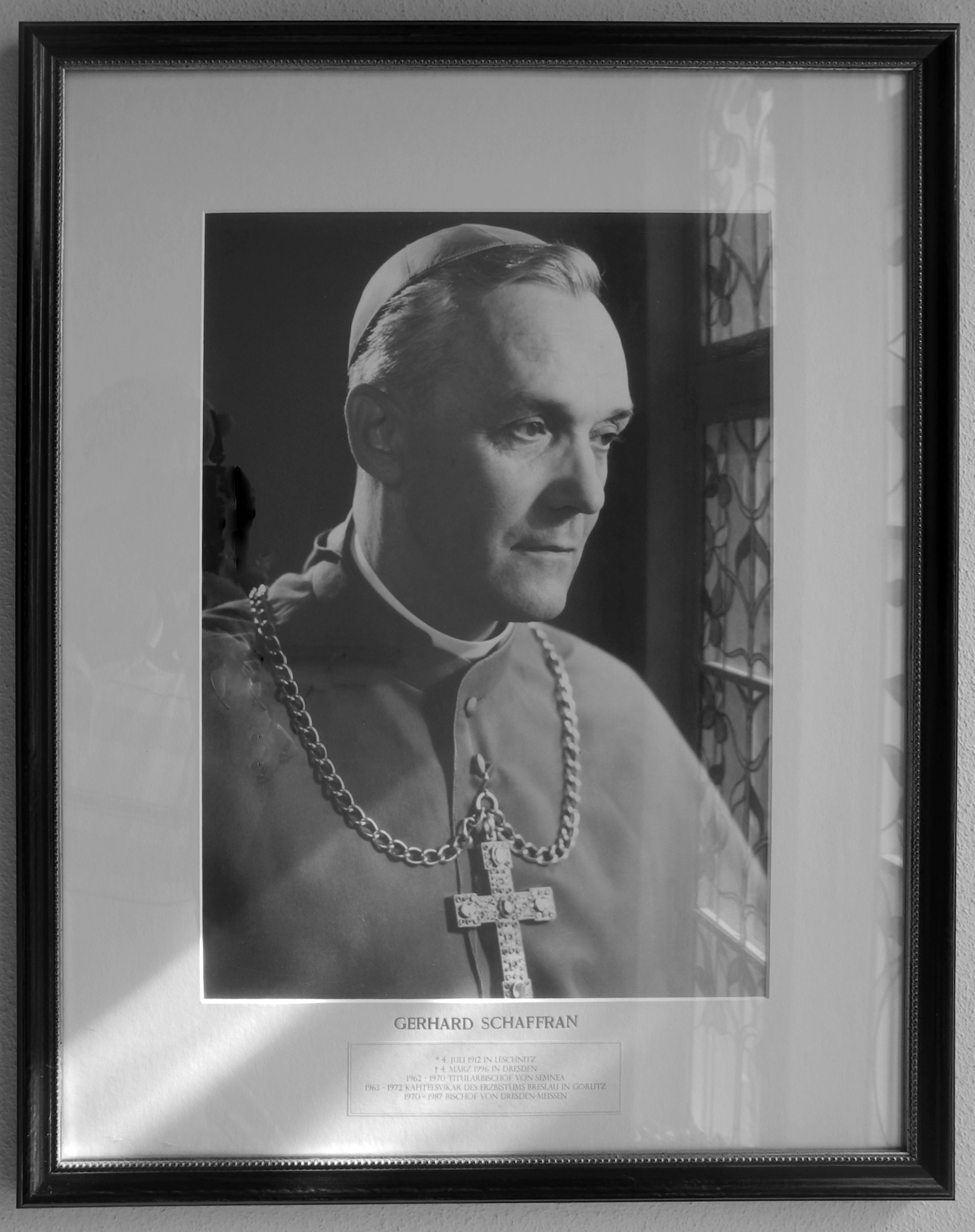
Gerhard Schaffran (1912–1996)

- Schaffran, Karl (1878–1945), deutscher Schiffbauingenieur
- Schaffran, Leon (* 1998), deutscher Fußballtorhüter
- Schaffrath, Charlott (* 2005), deutsche Eishockeyspielerin
- Schaffrath, Christoph, deutscher Komponist, Cembalist und Musiktheoretiker
- Schaffrath, Heidi (* 1941), deutsche Schauspielerin und Synchronsprecherin
- Schaffrath, Jan (* 1971), deutscher Radrennfahrer
- Schaffrath, Joleik (* 1988), deutscher Basketballspieler
- Schaffrath, Josef (1898–1944), deutscher römisch-katholischer Kontrolleur und Märtyrer
- Schaffrath, Ludwig (1924–2011), deutscher Bildhauer und Maler (insbesondere Glasmalerei)
- Schaffrath, Michael (* 1966), deutscher Kommunikationswissenschaftler
- Schaffrath, Michaela (* 1970), deutsche Schauspielerin, Synchronsprecherin, Moderatorin und PornodarstellerinMichaela Schaffrath (* 1970)

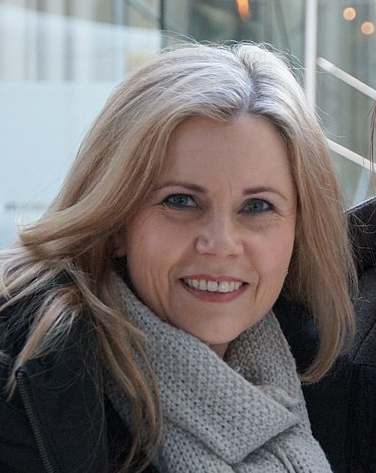
Michaela Schaffrath (* 1970)

- Schaffrath, Reinhold (* 1946), deutscher Schauspieler, Sänger, Theaterwissenschaftler und Regisseur
- Schaffrath, Sven (* 1984), deutscher Fußballspieler
- Schaffrath, Werburga (1930–2021), deutsche Ordensschwester der Missionsbenediktinerinnen
- Schaffrath, Wilhelm (1814–1893), deutscher Jurist und Politiker (DFP), MdR
- Schaffrik-Hindelang, Natascha (* 1975), deutsche Eishockeyspielerin
- Schaffrin, Christian (* 1944), deutscher Ingenieurwissenschaftler
- Schaffroth, Johann Stanislaus (1766–1851), deutscher Maler

#### Schaffs
- Schaffshausen, Johann Diedrich (1643–1697), deutscher Jurist, Amtmann in Ritzebüttel, Ratsherr und Bürgermeister in Hamburg
- Schaffshausen, Paul (1712–1761), deutscher Altphilologe, Theologe und Philosoph
- Schaffstein, Friedrich (1905–2001), deutscher Jurist und Strafrechtler
- Schaffstein, Sebastian (* 1987), deutscher Hörfunk- und Fernsehmoderator

#### Schafft
- Schafft, Hermann (1883–1959), deutscher Theologe und Politiker
- Schafft-Stegemann, Anke (* 1937), deutsche Juristin, ehemalige Richterin und Gerichtspräsidentin
- Schafftenberg, Maria Charlotte von (1699–1780), Kammerfräulein der sächsischen Kurprinzessin Maria Josepha
- Schaffter, Albert (1823–1897), Schweizer Theologe, Romanist, Anglist, Geograph und Hochschullehrer
- Schaffter, Jonas (* 1988), Schweizer Filmemacher, Fotograf, Filmproduzent und Dozent
- Schaffter, Laurent (* 1947), Schweizer Politiker (CSP)
- Schaffter, Roger (1917–1998), Schweizer Politiker (FDP)

### Schafg
- Schafgans, Hans (1927–2015), deutscher Fotograf und Schriftsteller

### Schafh
- Schafhausen, Nicolaus (* 1965), deutscher Kurator und Kunstmanager
- Schafhauser, Bill (* 1962), schweizerisch-amerikanischer Eishockeyspieler
- Schafhauser, Eugen (1901–1983), liechtensteinischer Rechtsagent und Heimatforscher
- Schafhäutl, Karl Emil von (1803–1890), deutscher Physiker, Geologe und Musiktheoretiker
- Schafheitlin, Franz (1895–1980), deutscher Filmschauspieler
- Schafheitlin, Paul (1861–1924), deutscher Lehrer und Mathematiker
- Schafheutle, Josef (1904–1973), deutscher Jurist und Ministerialbeamter

### Schafi
- Schafi, Abu Abdallah asch-, irakisch-kurdischer Islamistenführer, Gründer der Dschund al-Islam
- Schafīʿa Yazdi († 1670), Offizier und Minister des Mogulreichs
- Schafigulin, Grigori Mirgarifanowitsch (* 1985), russischer Eishockeyspieler
- Schāfiʿī, asch- (767–820), islamischer Rechtsgelehrter
- Schafikow, Rischat Rimsowitsch (* 1970), russischer Geher
- Schafiq, Ahmad (* 1941), ägyptischer Offizier und Politiker; Premierminister
- Schafīq, Durrīya (1908–1975), ägyptische Journalistin und Feministin
- Schafiq, Mohammad Musa (1932–1979), afghanischer Politiker (parteilos) und Dichter
- Schafirow, Peter Pawlowitsch (1669–1739), russischer Vizekanzler

### Schafk
- Schäfke, Friedrich Wilhelm (1922–2010), deutscher Mathematiker
- Schäfke, Rudolf (1895–1945), deutscher Musikwissenschaftler und Musikpädagoge
- Schäfke, Sascha (* 1974), deutscher Schauspieler, Autor, Regisseur, Filmemacher und Künstler
- Schäfke, Werner (* 1944), deutscher Historiker und Kunsthistoriker

### Schafl
- Schäfle, Christoph (* 1976), deutscher Basketballspieler
- Schaflinger, Knut (* 1951), österreichischer Schriftsteller
- Schaflitzl, Leonhard, deutscher Politiker

### Schafm
- Schafmeier, Michael (1949–2020), deutscher Musiker und Schlagzeuger
- Schafmeister, Heinrich (* 1957), deutscher Schauspieler und ModeratorHeinrich Schafmeister (* 1957)

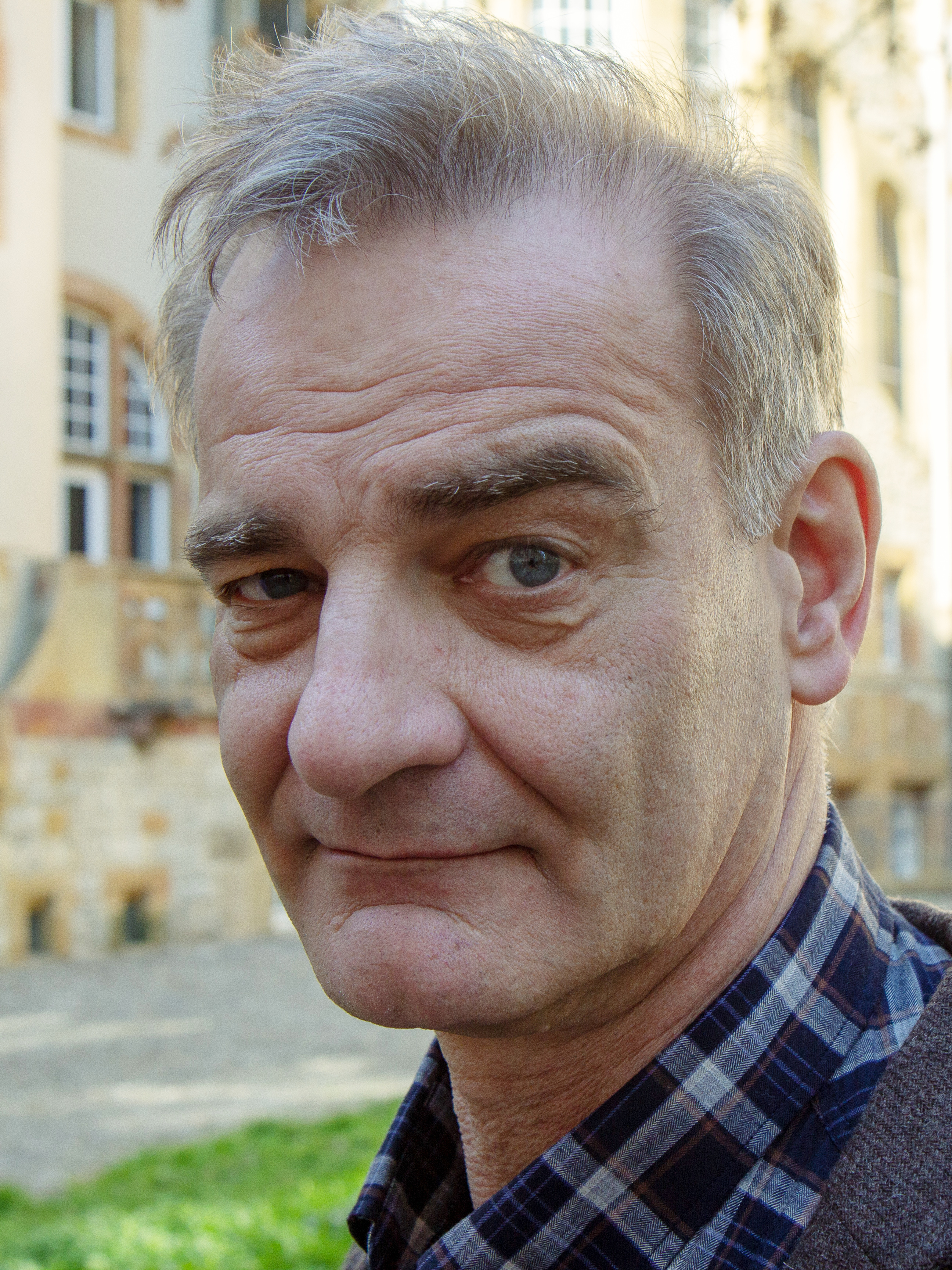
Heinrich Schafmeister (* 1957)

- Schafmeister, Maria-Theresia (* 1958), deutsche Geologin
- Schafmeister, Ursula (1928–1997), deutsche evangelische Theologin und erste Pastorin in Bochum

### Schafn
- Schafnitzel, Roman (* 1971), deutscher Autor und Pädagoge

### Schafo
- Schafot, numidischer Eisenhandwerker

### Schafr
- Schafran, Daniil Borissowitsch (1923–1997), russischer Cellist
- Schafranek, Erich (1895–1964), deutscher Journalist
- Schafranek, Franz (1930–1991), österreichischer Theaterleiter und Theaterregisseur
- Schafranek, Hans (1951–2022), österreichischer Historiker
- Schafranek, Peter (* 1944), deutscher Brigadegeneral des Heeres der Bundeswehr
- Schafranov, Sofia (1891–1994), italienische Ärztin und Holocaust-Überlebende
- Schafranow, Konstantin (* 1968), kasachischer Eishockeyspieler
- Schafranow, Witali Dmitrijewitsch (1929–2014), sowjetischer bzw. russischer Physiker
- Schafranski, Eduard Moissejewitsch (1937–2005), russischer Gitarrist und Komponist
- Schafranskyj, Wiktor (* 1968), ukrainischer Mediziner und Politiker
- Schafrik, Christian (1941–2018), deutscher Schlagersänger
- Schafroth, Anna M. (1961–2021), Schweizer Kunsthistorikerin, Kuratorin und Autorin
- Schafroth, Elmar (* 1958), deutscher Romanist
- Schafroth, Heinz F. (1932–2013), Schweizer Publizist und Literaturkritiker
- Schafroth, Maxi (* 1985), deutscher Kabarettist, Schauspieler und FilmemacherMaxi Schafroth (* 1985)

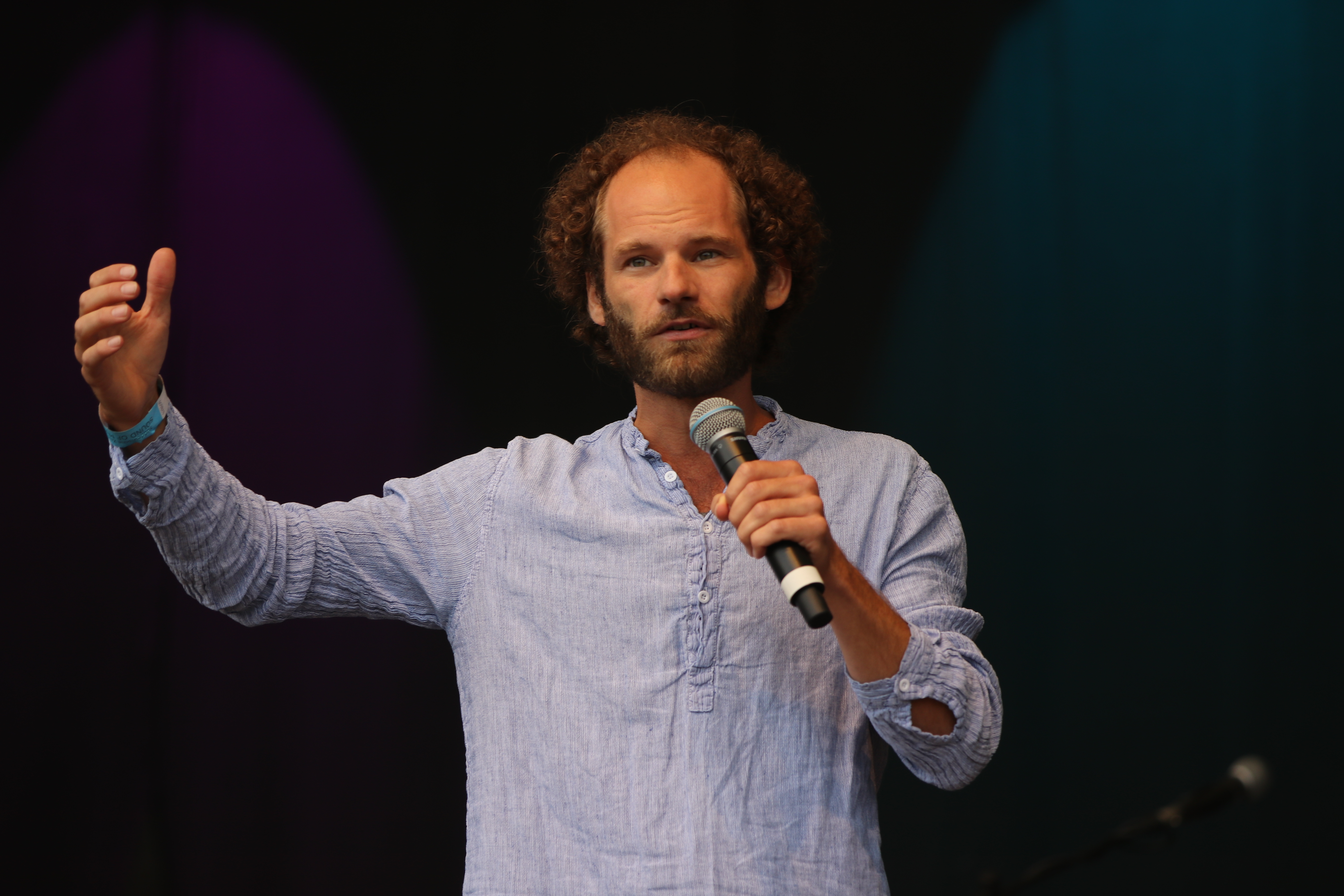
Maxi Schafroth (* 1985)

### Schafs
- Schafstall, Rolf (1937–2018), deutscher Fußballspieler und -trainer

### Schaft
- Schaft, Christian (* 1991), deutscher Politiker (Die Linke), MdL
- Schaft, Hannie (1920–1945), niederländische Kämpferin des kommunistischen Widerstands während des Zweiten Weltkrieges
- Schäfter, Alfred (1902–1970), deutscher Gold- und Silberschmied
- Schafti, Mohammad Bagher (1761–1844), persischer schiitischer Geistlicher

### Schafz
- Schafzahl, Theresa (* 2000), österreichische Eishockeyspielerin